# Saison 2011-2012 du Cardiff City FC
Maillots
Chronologie
Saison précédente Saison suivante
La saison 2011-2012 du Cardiff City FC est la quatre-vingt-cinquième depuis l'inscription du club dans le championnat anglais en 1920. L'équipe évolue pour la neuvième saison consécutive en Championship (deuxième division anglaise).
À l'issue de la saison précédente qui a vu l'équipe échouer en demi-finale de playoffs pour l'accession en Premier League et le licenciement de son entraîneur Dave Jones, l'équipe de Cardiff City affiche pour la saison 2011-2012 l'objectif de la montée en division supérieure. Un nouvel entraîneur, l'Écossais Malcolm Mackay, 39 ans, est nommé au début de cette saison. International écossais, ancien joueur du Celtic, Mackay a la mission de reconstruire une ossature compétitive dans un club où douze joueurs, pour la plupart des joueurs empruntés à d'autres clubs la saison précédente, ont quitté l'équipe quelques semaines plus tôt. Il peut toutefois s'appuyer sur quelques joueurs cadres de l'équipe, comme Kevin McNaughton et Peter Whittingham, au club depuis plusieurs saisons. Cette saison est aussi l'occasion de voir se révéler deux talents en attaque : Joe Mason, jeune Irlandais de 20 ans et le Français Rudy Gestede, 23 ans, dont les prestations suscitent les louanges de la presse britannique.
Sportivement, si cette saison se termine par l'échec du club en demi-finale des barrages d'accession à la Premier League face à West Ham United, Cardiff City parvient cette saison à la finale de la Coupe d'Angleterre de football, échouant lors de la séance de tirs au but face à Liverpool.

## Historique de la saison

### Restructuration du club

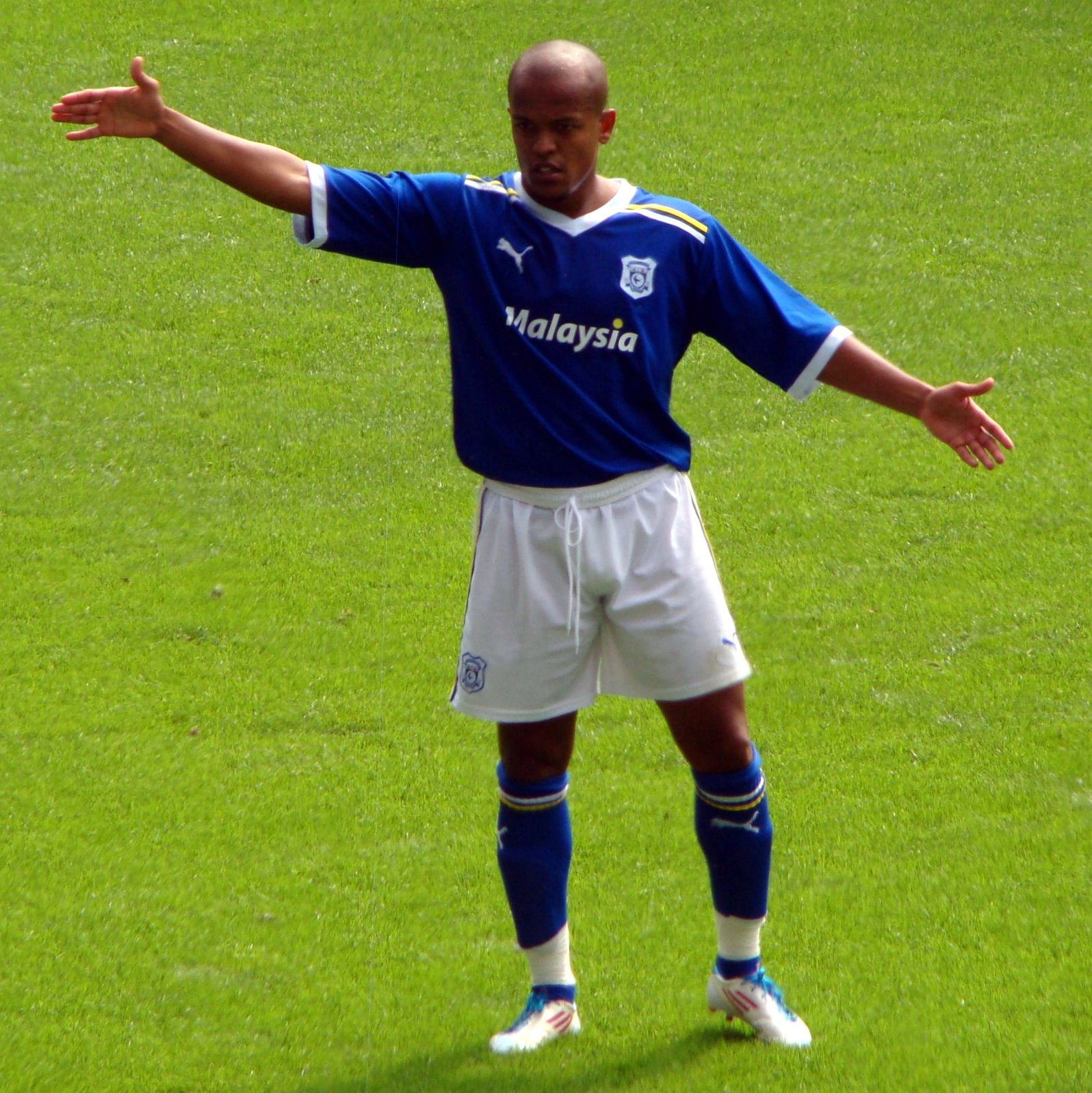
Le retour de Robert Earnshaw à Cardiff fait sensation mais l'international gallois sera peu utilisé, victime de la concurrence avec Kenny Miller.

L'équipe du Cardiff City 2010-2011 étant pour une grande part constituée de joueurs prêtés par d'autres clubs (10 joueurs sont dans ce cas), la fin de saison voit le retour de ces joueurs dans leurs clubs respectifs. Ajoutés aux quelques contrats non renouvelés ou au refus de certains joueurs de prolonger (Jay Bothroyd, Chris Burke ou Adam Matthews notamment), l'équipe se retrouve sévèrement amputée d'éléments au moment où arrive Malcolm Mackay, le nouvel entraîneur, le 17 juin 2011.
Les nombreuses arrivées sont unanimement saluées comme des éléments de qualité, mais Robert Earnshaw, une de ces recrues, se montre prudent, malgré la victoire, inattendue, à West Ham, lors de la 1re journée : « C'était bien de gagner mais je crois qu'il va nous falloir quelques semaines pour nous stabiliser, nous connaître mieux les uns les autres et nous améliorer. Dans quelques semaines, vous verrez le meilleur de nous. »
Dès son arrivée, Mackay restructure de nombreux secteurs du club afin d'atteindre l'objectif de la montée en Premier League. Il recrute 10 joueurs et 6 membres de l'encadrement d'équipe, et fait entreprendre des travaux d'aménagement au terrain d'entraînement du Vale of Glamorgan Resort, permettant désormais l'hébergement du staff technique et prévoyant l'installation d'une salle de réunions destinée à l'analyse des matchs et  à la préparation des séances d'entraînement. Il met aussi en place un département de sciences du sport, dirigé par Richard Collinge, dont le but est de connaître l'état de forme permanent de chaque joueur, ainsi que leur niveau de déshydratation. Une ambitieuse cellule de recrutement est également mise en place. Sous la direction de Iain Moody, elle vise à terme à avoir un œil aux quatre coins de l'Europe.
En janvier 2012, Mackay évoque la nécessité d'être patient quant à la reconstruction d'un effectif compétitif. Ayant la volonté de recruter de nouveaux joueurs « lors des trois prochains marchés des transferts et au-delà », il indique sa politique pour les mois suivants : « Nous travaillons à faire venir des joueurs mais il faut que ce soient les bons joueurs. Il nous faut être patients. Nous n'avons pas un effectif capable d'être performant dans chaque compétition. C'est aussi simple que cela. […] Il faut avoir un bon staff pour avoir des joueurs qui récupèrent bien et c'est dans cette optique que nous faisons notre préparation. »

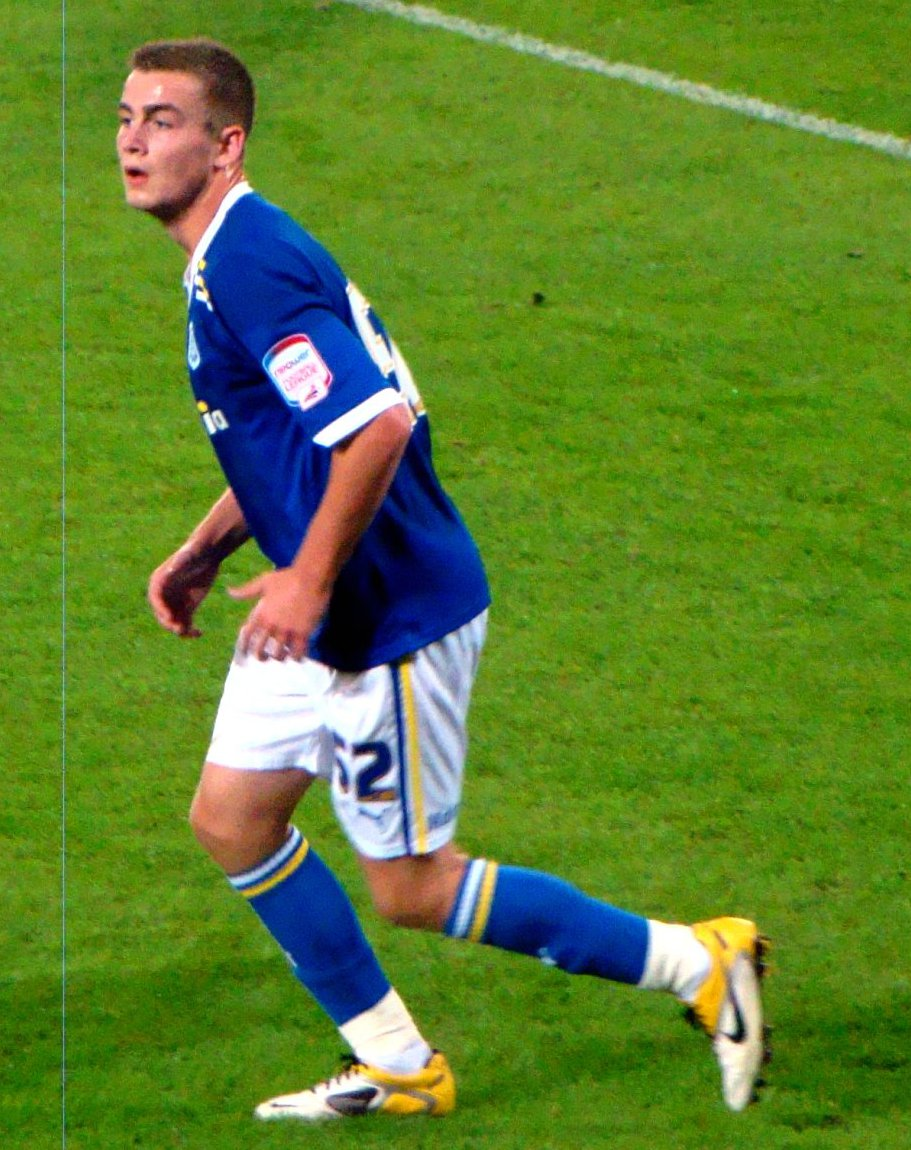
Le jeune Joe Ralls (18 ans) est intégré à l'équipe professionnelle et prend part à plusieurs matchs de championnat.

Dans le même temps, les infrastructures de l'académie de formation se développent et, à l'occasion de l'inauguration en février 2012 d'un nouveau pavillon dans le centre de formation qu'héberge la section sports de l'université de Glamorgan, Mackay déclare sa confiance en plusieurs joueurs prometteurs. Outre le lancement de plusieurs jeunes en équipe première, Joe Ralls, Adedeji Oshilaja, Joe Mason, Rudy Gestede, Theo Wharton et Haris Vučkić, le club possède alors d'autres talents prometteurs pour les saisons suivantes, en la personne de Tommy O’Sullivan, Adam Davies, Ibrahim Farah, Alex Evans et Nathaniel Jarvis.

### De bons résultats sportifs

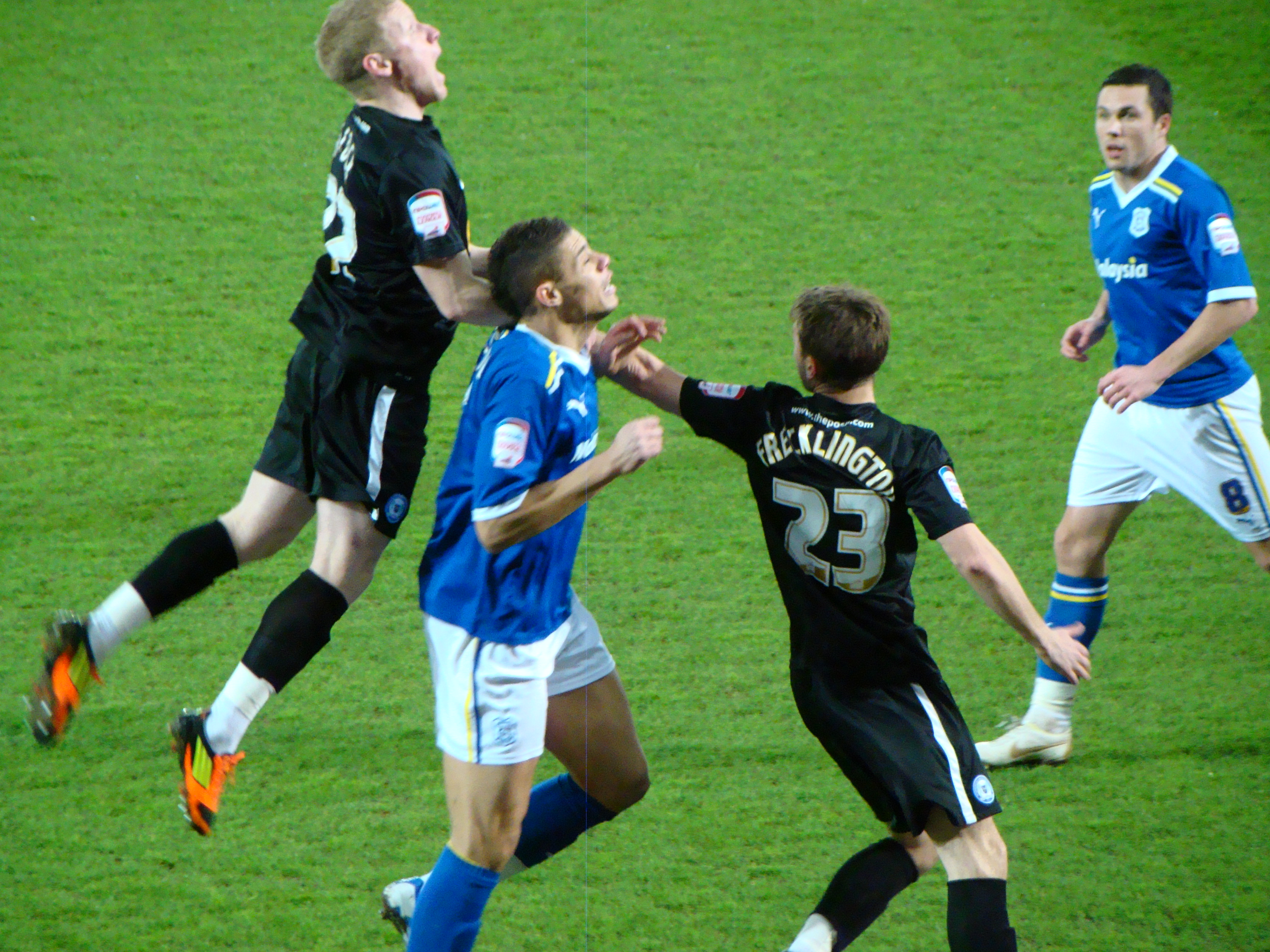
Rudy Gestede à la lutte avec des joueurs de Peterborough en février 2012.

Le premier tiers de la saison est de très bon niveau, l'équipe pointant à la troisième place du classement début décembre. Plusieurs observateurs s'étonnent de voir le club à cette place du fait de la reconstruction de l'équipe durant l'été. Plusieurs joueurs blessés durant le mois d'octobre illustrent le manque de profondeur du banc de Cardiff, même si les résultats n'en pâtissent pas, et d'anciens joueurs du club, comme Gary Bell, Jason Perry, Phil Dwyer et Iwan Roberts, pressent le club de recruter encore lors du mois de janvier suivant, notamment un milieu de terrain et un attaquant, la paire Earnshaw-Miller ne fonctionnant pas, chacun des deux joueurs étant généralement aligné sans l'autre, même si Mackay semble préférer Miller à la pointe de l'attaque. Le 17 décembre, une défaite à domicile (2-3) contre Middlesbrough après une série de 11 matchs d'invincibilité semble indiquer la nécessité de recruter de nouveaux joueurs bien que Mackay avertisse d'un mercato calme en raison des « prix exagérés » qui devraient être pratiqués. Pour cette raison, il indique fin décembre ne cibler que deux recrues, sans toutefois les nommer.
Mais, malgré un mois de décembre où Cardiff ne prend que 8 points sur 15 possibles (deux victoires, deux matchs nuls et une défaite), l'équipe débute brillamment l'année 2012 et obtient une solide victoire contre Reading, candidat à la montée, le 2 janvier 2012, s'emparant à nouveau de la troisième place, à seulement deux points du leader Southampton. L'équipe est du coup contrainte de ne pas se concentrer sur la FA Cup et, lorsque West Bromwich Albion reçoit Cardiff le 7 janvier 2012, Mackay aligne une équipe de joueurs remplaçants ou issus du centre de formation. Battu 4-2, Cardiff quitte donc cette compétition dès son premier match. Cette nécessité est le fait de l'excellent parcours en Carling Cup qui voit Cardiff entamer l'année 2012 en éliminant Crystal Palace en demi-finale et en se qualifiant pour la finale de l'épreuve face à Liverpool. Après un match héroïque des Bluebirds qui ouvrent le score par Joe Mason (1-0) en première mi-temps, puis égalisent en prolongation sur un but de Ben Turner (2-2), les joueurs de Cardiff s'inclinent devant Liverpool lors de la séance de tirs au but (2-3) devant près de 90 000 spectateurs réunis dans le stade de Wembley.

### Deuxième partie de saison délicate
Le mois de février et le début de mars se révèlent mauvais pour le club. Sur sept matchs de championnat, l'équipe ne parvient à l'emporter qu'une fois (3-1 contre Peterborough United) et, surtout, perd quatre fois. Rapidement, la situation se dégrade au classement : alors que, début février, Cardiff occupait la troisième place et lorgnait sur la deuxième, le club se retrouve huitième et sort de la zone des play-offs après la 33e journée. Le 6 mars, l'entraîneur Mackay reconnaît avoir quasiment abandonné tout espoir de qualifier le club pour une promotion automatique (première ou deuxième place du classement) et préfère se concentrer sur l'un des quatre places qualificatives pour les plays-offs. Même s'ils se défend d'un manque de concentration après la défaite en finale de Carling Cup, fin février, il reconnaît de la fatigue dans les organismes de ses joueurs.
Du coup, l'arrivée de l'international Liam Lawrence début mars donne un peu d'air à un milieu de terrain clairsemé d'autant que ce nouveau joueur, prêté jusqu'à la fin de la saison par Portsmouth, réalise de bonnes performances dès son arrivée. Alors que l'équipe pointe à la 8e place après la quarantième journée, une série de matchs sans défaite permet au club d'assurer une sixième place synonyme de qualification pour les barrages de promotion.

### Barrages de promotion
Les barrages de promotion permettant l'attribution d'une place en Premier League la saison suivante mettent aux prises quatre équipes ayant terminé le championnat 2011-2012 entre la troisième et la sixième place. Cardiff City (6e) est donc qualifié pour cette compétition et rencontre en demi-finale aller et retour l'équipe de West Ham United. Le match aller a lieu au Cardiff City Stadium le 3 mai 2012. Cardiff se présente en position d'outsider face au favori londonien.
Dès le match aller, les choses s'engagent mal pour les Gallois qui s'inclinent à domicile (0-2) grâce à un doublé de l'international gallois de West Ham Jack Collison. Au retour, quatre jours plus tard, les Londoniens gèrent leur avantage face à une équipe de Cardiff résignée qui s'incline 0-3.

### Événements de la saison
| - 10 juin 2011 : Michael Chopra quitte les Bluebirds et signe à Ipswich Town pour 1 500 000 £. - 17 juin 2011 : Malcolm Mackay, entraîneur de Watford, est nommé nouvel entraîneur de Cardiff City, en remplacement de Dave Jones. - 17 juin 2011 : Le nouveau maillot est dévoilé. Le slogan Malaysia y figure pour souligner « le lien croissant [du club] avec le pays et sa culture », le président du club étant de nationalité malaisienne. L'équipementier est Puma. - 22 juin 2011 : Signature pour trois ans de Craig Conway. - 1er juillet 2011 : Signature pour trois ans de Don Cowie. - 5 juillet 2011 : Andrew Taylor, de Middlesbrough, signe à Cardiff. - 6 juillet 2011 : Signature de Robert Earnshaw. - 9 juillet 2011 : Signature d'Aron Gunnarsson. - 10 juillet 2011 : Le jeune Joe Mason, jouant en équipe de république d'Irlande espoirs de football, signe à Cardiff. - 22 juillet 2011 : Arrivée, sous forme de prêt du jeune milieu de terrain slovaque Filip Kiss. - 26 juillet 2011 : Signature de l'international écossais Kenny Miller. Le même jour, l'attaquant français Rudy Gestede signe pour Cardiff. - 31 août 2011 : Signature pour trois ans du défenseur anglais Ben Turner. - 23 septembre 2011 : Prêt pour 6 semaines d'Elliot Parish, en provenance d'Aston Villa. - 25 octobre 2011 : Cardiff se qualifie pour les quarts de finale de la Carling Cup après une victoire 1-0 contre Burnley. C'est la première fois depuis 1965 que Cardiff atteint ce stade de la compétition. | - 26 novembre 2011 : À l'occasion d'une victoire (1-0) contre Nottingham Forest, Cardiff City prend la troisième place au classement général, meilleure position du club depuis le début de la saison. - 29 novembre 2011 : Victoire 2-0 de Cardiff contre les Blackburn Rovers. L'équipe se qualifie pour les demi-finales de coupe de la Ligue. - 4 janvier 2012 : Elliot Parish, prêté le 23 septembre, est définitivement transféré à Cardiff. - 7 janvier 2012 : Le jeune Théo Wharton (17 ans), beau-fils de l'ancien Bluebird Nathan Blake, fait ses débuts sous le maillot de Cardiff City lors d'une défaite contre West Bromwich Albion en FA Cup. - 24 janvier 2012 : Après une défaite 0-1 en match aller de la demi-finale de Carling Cup contre Crystal Palace, Cardiff City décroche une place en finale contre Liverpool en s'imposant dans la séance des tirs au but (3 tirs au but à 1). - 30 janvier 2012 : Le club recrute le jeune Kadeem Harris (18 ans) pour 150 000 £. - 31 janvier 2012 : Résiliation du contrat de Gábor Gyepes par consentement mutuel. - 10 février 2012 : Le jeune milieu de terrain slovène de Newcastle United, Haris Vučkić (19 ans), est prêté un mois à Cardiff City. - 26 février 2012 : Cardiff est battu par Liverpool au stade de Wembley devant près de 90 000 spectateurs en finale de coupe de la Ligue anglaise de football. - 3 mars 2012 : Prêt jusqu'à la fin de la saison du milieu international irlandais Liam Lawrence (15 sélections). - 28 avril 2012 : Une victoire sur le terrain de Crystal Palace (1-2) lors de la dernière journée du championnat assure à Cardiff City une qualification aux barrages de promotion. |

## Championnat
| Rang | Équipe                     | Pts | J  | G  | N  | P  | Bp | Bc | Diff |
| ---- | -------------------------- | --- | -- | -- | -- | -- | -- | -- | ---- |
| 1    | Reading FC                 | 89  | 46 | 27 | 8  | 11 | 69 | 41 | +28  |
| 2    | Southampton FC (P)         | 88  | 46 | 26 | 10 | 10 | 85 | 46 | +39  |
| 3    | West Ham United (R)        | 86  | 46 | 24 | 14 | 8  | 81 | 48 | +33  |
| 4    | Birmingham City (R)        | 76  | 46 | 20 | 16 | 10 | 78 | 51 | +27  |
| 5    | Blackpool FC (R)           | 75  | 46 | 20 | 15 | 11 | 79 | 59 | +20  |
| 6    | Cardiff City               | 75  | 46 | 19 | 18 | 9  | 66 | 53 | +13  |
| 7    | Middlesbrough FC           | 70  | 46 | 18 | 16 | 12 | 52 | 51 | +1   |
| 8    | Hull City                  | 68  | 46 | 19 | 11 | 16 | 47 | 44 | +3   |
| 9    | Leicester City             | 66  | 46 | 18 | 12 | 16 | 66 | 55 | +11  |
| 10   | Brighton & Hove Albion (P) | 66  | 46 | 17 | 15 | 14 | 52 | 52 | 0    |
| 11   | Derby County               | 64  | 46 | 18 | 10 | 18 | 50 | 58 | -8   |
| 12   | Watford FC                 | 64  | 46 | 16 | 16 | 14 | 56 | 64 | -8   |
| 13   | Burnley FC                 | 62  | 46 | 17 | 11 | 18 | 61 | 58 | +3   |
| 14   | Leeds United               | 61  | 46 | 17 | 10 | 19 | 65 | 68 | -3   |
| 15   | Ipswich Town               | 61  | 46 | 17 | 10 | 19 | 69 | 77 | -8   |
| 16   | Millwall FC                | 57  | 46 | 15 | 12 | 19 | 55 | 57 | -2   |
| 17   | Crystal Palace             | 56  | 46 | 13 | 17 | 16 | 46 | 51 | -5   |
| 18   | Peterborough United (P)    | 50  | 46 | 13 | 11 | 22 | 67 | 77 | -10  |
| 19   | Nottingham Forest          | 52  | 46 | 14 | 8  | 24 | 48 | 63 | -15  |
| 20   | Bristol City               | 49  | 46 | 12 | 13 | 21 | 44 | 68 | -24  |
| 21   | Barnsley FC                | 48  | 46 | 13 | 9  | 24 | 49 | 74 | -25  |
| 22   | Portsmouth FC              | 40* | 46 | 13 | 11 | 22 | 50 | 59 | -9   |
| 23   | Coventry City              | 40  | 46 | 9  | 13 | 24 | 41 | 65 | -24  |
| 24   | Doncaster Rovers           | 36  | 46 | 8  | 12 | 26 | 43 | 80 | -37  |

| Légende : Qualifications et relégations | Légende : Qualifications et relégations                                 |
| --------------------------------------- | ----------------------------------------------------------------------- |
|                                         | Promu en Premier League (#1 et #2)                                      |
|                                         | Qualification pour les barrages d'accession en Premier League (#3 à #6) |
|                                         | Relégation en League One                                                |
|                                         | (R) : Relégué en 2010-2011 (P) : Promu en 2010-2011                     |

- (*) Ce classement tient compte du retrait de 10 points infligé à Portsmouth FC qui a demandé à être placé sous tutelle administrative pour échapper temporairement à ses créanciers[48]

### Évolution du classement
| Journée  | 1 | 2 | 3 | 4 | 5 | 6 | 7 | 8 | 9 | 10 | 11 | 12 | 13 | 14 | 15 | 16 | 17 | 18 | 19 | 20 | 21 | 22 | 23 | 24 | 25 | 26 | 27 | 28 | 29 | 30 | 31 | 32 | 33 | 34 | 35 | 36 | 37 | 38 | 39 | 40 | 41 | 42 | 43 | 44 | 45 | 46 |
| -------- | - | - | - | - | - | - | - | - | - | -- | -- | -- | -- | -- | -- | -- | -- | -- | -- | -- | -- | -- | -- | -- | -- | -- | -- | -- | -- | -- | -- | -- | -- | -- | -- | -- | -- | -- | -- | -- | -- | -- | -- | -- | -- | -- |
| Résultat | V | V | D | N | N | V | N | N | V | D  | N  | D  | V  | N  | V  | V  | V  | N  | V  | V  | N  | D  | N  | V  | V  | N  | V  | N  | D  | D  | V  | D  | D  | N  | V  | D  | N  | N  | N  | N  | V  | N  | V  | V  | N  | V  |
| Rang     | 7 | 1 | 7 | 8 | 7 | 6 | 6 | 6 | 6 | 9  | 9  | 13 | 8  | 9  | 5  | 4  | 4  | 3  | 3  | 3  | 3  | 5  | 4  | 4  | 3  | 3  | 3  | 3  | 3  | 4  | 3  | 5  | 8  | 8  | 6  | 7  | 8  | 8  | 8  | 8  | 6  | 6  | 6  | 6  | 6  | 6  |

## Transferts

### Mercato d'été
À son arrivée à la tête du secteur sportif de Cardiff City, Malcolm Mackay trouve une équipe amputée de 80 % de ses titulaires. L'entraîneur précédent Dave Jones ayant fait le choix de recruter essentiellement des joueurs de Premier League en prêt, dans l'espoir de décrocher la promotion en fin de saison et de pouvoir recruter sur une base plus saine la saison suivante, le club se trouve démuni alors que l'équipe échoue en demi-finale des playoffs. 
Ce sont dès lors 10 joueurs qui, recrutés pour une durée de quelques mois durant l'été 2010 ou l'hiver 2011, quittent Cardiff la saison terminée ou avant : Craig Bellamy, Daniel Drinkwater, Andy Keogh, Jason Koumas, Seyi Olofinjana, Jay Emmanuel-Thomas, Aaron Ramsey, Jason Brown, Stephen Bywater et Jlloyd Samuel. En ajoutant à ces départs ceux de joueurs en fin de contrat ou transférés comme Jay Bothroyd, Michael Chopra, Chris Burke, Adam Matthews et Gavin Rae, le club se retrouve alors avec une poignée de joueurs titulaires.

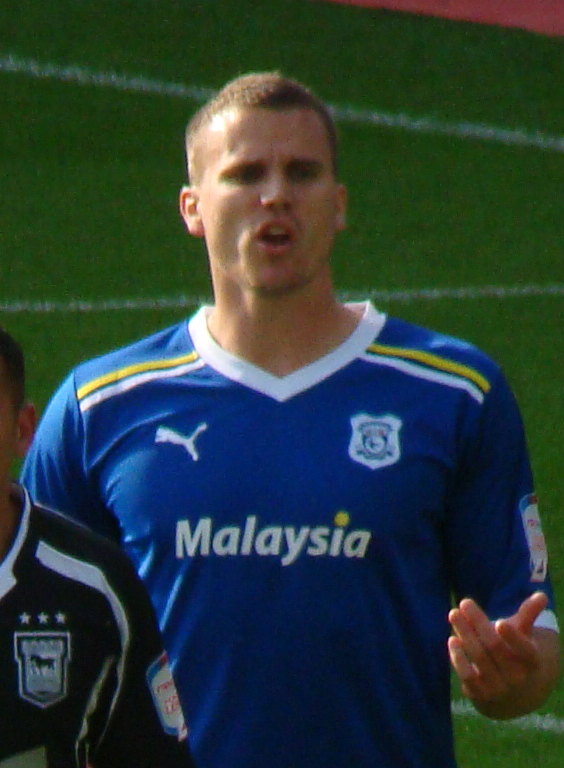
Ben Turner fait partie des joueurs jeunes et talentueux censés incarner le renouveau de Cardiff City.

Mackay comprend alors la nécessité de procéder à un recrutement abondant et, en raisons des finances du club, peu onéreux. Il entreprend donc la recherche de bons joueurs en fin de contrat qu'il fait signer sans indemnité de transfert : Craig Conway, Don Cowie et Robert Earnshaw sont dans ce cas. Quelques joueurs au talent reconnu sont aussi recrutés, cette fois à titre onéreux, comme l'international écossais Kenny Miller ou Ben Turner. 
Enfin, il complète ce recrutement en ajoutant de jeunes joueurs prometteurs, fidèle à sa vocation de formateur. C'est ainsi qu'arrivent au club des joueurs comme Rudy Gestede et Joe Mason, ou bien Kadeem Harris qui arrive quelques mois plus tard, tandis qu'il fait signer des contrats professionnels à de jeunes talents issus du centre de formation du club comme Alex Evans, Ibrahim Farah, Jonathan Meades et Joe Ralls notamment.

### Mercato d'hiver
| Type de transfert    | Nom           | Montant   | Provenance / Destination | Fin de contrat | Source |
| Arrivées · (0,178M€) | Kadeem Harris | 178 000 € | Wycombe Wanderers (D3)   | 2015           |        |
| Arrivées · (0,178M€) | Elliot Parish | n.c.      | Aston Villa (D1)         | 2013           |        |
| Arrivées · (0,178M€) | Haris Vučkić  | prêt      | Newcastle United (D1)    | 2012           |        |
| Arrivées · (0,178M€) | Liam Lawrence | prêt      | Portsmouth (D2)          | 2012           |        |
| Départs · (0M€)      | Gábor Gyepes  | -         | Libre                    |                |        |

À la suite de la volonté de Mackay de recruter de nouveaux joueurs lors du mercato d'hiver, l'entraîneur de Cardiff se rend à Kuala Lumpur en Malaisie au milieu du mois de janvier pour rencontrer le propriétaire du club, Dato Chan Tien Ghee et l'investisseur principal, Vincent Tan, afin de s'assurer des moyens financiers dont dispose le club pour cette période du marché. Alors que la plupart des clubs concurrents en Championship entame tôt leur recrutement, principalement sous la forme de prêts, Cardiff City peine à obtenir des signatures, hormis celle d'Elliot Parish, déjà au club, dont le contrat passe du prêt au transfert définitif. Trois jours plus tard, Mackay annonce qu'une offre d'environ 500 000 £ formulée à Brighton & Hove Albion pour son milieu de terrain de 24 ans Craig Noone est rejetée. Le 13 janvier, Mackay déclare qu'il ne serait pas « dévasté » si le club ne parvenait pas à obtenir de signatures durant ce marché des transferts, tandis que le milieu de terrain islandais Aron Gunnarsson affirme espérer « que nous verrons de nouvelles jambes dans l'équipe simplement pour booster le club ».
Finalement, dans les derniers jours du marché des transferts, seuls deux mouvements ont lieu, tous deux dans le sens du départ : le buteur anglais Jon Parkin est prêté, pour la troisième fois de la saison tandis que l'ancien international hongrois Gábor Gyepes est laissé libre par le club, après avoir joué seulement deux matchs de Carling Cup en six mois. Aucune autre recrue n'est enregistrée, ainsi que l'avait prédit Mackay quelques heures avant la fin de la période de transferts : « Il n'y aura pas de réflexe [d'achat] de dernière minute. » Sa volonté est dès lors de faire venir des joueurs en prêt dès l'ouverture du marché des prêts, le 7 février.
C'est ainsi que, le 10 février, le jeune milieu de terrain international espoirs slovène Haris Vučkić est prêté un mois en provenance de Newcastle United. Le joueur est certes talentueux, mais peu expérimenté, et l'arrivée en prêt de l'international irlandais de 31 ans, Liam Lawrence, en provenance de Portsmouth, club en proie à des soucis financiers, apporte une solution supplémentaire à l'entraîneur du club. Celui-ci déclare d'ailleurs attendre de Lawrence un apport important à l'équipe. Il indique ensuite être à la recherche d'autres joueurs talentueux, de Premier League de préférence, pouvant renforcer l'équipe sous forme de prêt jusqu'à la fin de la saison, tout en sollicitant la prolongation du prêt de Vučkić.

### Joueurs prêtés en cours de saison
| N° | Nat.                      | Poste | Nom du joueur |
| -- | ------------------------- | ----- | --- |
| 16 | Drapeau de l'Angleterre   | A     | Jon Parkin (prêté à Doncaster Rovers du 9 septembre au 15 octobre 2011)                                                                       |
| 33 | Drapeau du pays de Galles | A     | Nathaniel Jarvis (prêté à Newport County du 21 septembre au 20 octobre 2011 puis jusqu'au 30 juin 2012)                                       |
| 28 | Drapeau du pays de Galles | M     | Aaron Wildig (prêté à Shrewsbury Town du 8 novembre au 10 décembre 2011, puis jusqu'au 10 janvier 2012, et enfin jusqu'à la fin de la saison) |
| 12 | Drapeau d’Israël          | D     | Dekel Keinan (prêté à Crystal Palace du 22 novembre 2011 au 2 janvier 2012)                                                                   |
| 16 | Drapeau de l'Angleterre   | A     | Jon Parkin (prêté à Huddersfield Town du 24 novembre 2011 au 23 janvier 2012)                                                                 |
| 32 | Drapeau du pays de Galles | M     | Ibrahim Farah (prêté à Tamworth du 24 novembre 2011 au 1er janvier 2012)                                                                      |
| 24 | Drapeau du Nigeria        | M     | Solomon Taiwo (prêté à Leyton Orient jusqu'à 30 juin 2012)                                                                                    |
| 16 | Drapeau de l'Angleterre   | A     | Jon Parkin (prêté à Scunthorpe United jusqu'au 1er mars 2012, puis jusqu'au 30 juin 2012)                                                     |
| 12 | Drapeau d’Israël          | D     | Dekel Keinan (prêté à Bristol City du 22 mars 2012 jusqu'à la fin de la saison)                                                               |

## Rencontres de la saison

### Matchs amicaux
| Amical          | Charlton Athletic | 0-1   | Cardiff City     |                                             |                                             |
| 15 juillet 2011 |                   | (0-1) | 25e Rudy Gestede | Utrera (Séville) Arbitrage : Barea Gonzalez | Utrera (Séville) Arbitrage : Barea Gonzalez |
| 15 juillet 2011 | (Rapport)         |       |                  | Utrera (Séville) Arbitrage : Barea Gonzalez | Utrera (Séville) Arbitrage : Barea Gonzalez |

| Amical          | Cardiff City | 0-1   | Celtic             |                                                     |                                                     |
| 20 juillet 2011 |              | (0-1) | 34e Anthony Stokes | Cardiff City Stadium (Cardiff) Spectateurs : 10 276 | Cardiff City Stadium (Cardiff) Spectateurs : 10 276 |
| 20 juillet 2011 | (Rapport)    |       |                    | Cardiff City Stadium (Cardiff) Spectateurs : 10 276 | Cardiff City Stadium (Cardiff) Spectateurs : 10 276 |

| Amical          | Bournemouth                        | 2-1   | Cardiff City      |                          |                          |
| 23 juillet 2011 | Scott Malone 8e · Steve Lovell 53e | (1-0) | 57e Andrew Taylor | Dean Court (Bournemouth) | Dean Court (Bournemouth) |
| 23 juillet 2011 | (Rapport)                          |       |                   | Dean Court (Bournemouth) | Dean Court (Bournemouth) |

| Amical          | Yeovil Town   | 1-1   | Cardiff City          |                     |                     |
| 26 juillet 2011 | Max Ehmer 52e | (0-1) | 18e Peter Whittingham | Huish Park (Yeovil) | Huish Park (Yeovil) |
| 26 juillet 2011 | (Rapport)     |       |                       | Huish Park (Yeovil) | Huish Park (Yeovil) |

| Amical          | Cardiff City | 0-0   | Parme |                                |                                |
| 30 juillet 2011 |              | (0-0) |       | Cardiff City Stadium (Cardiff) | Cardiff City Stadium (Cardiff) |
| 30 juillet 2011 | (Rapport)    |       |       | Cardiff City Stadium (Cardiff) | Cardiff City Stadium (Cardiff) |

### Championship
| Journée 1        | West Ham United | 0-1   | Cardiff City       |                                                                  |                                                                  |
| 6 août 2011 15 h |                 | (0-0) | 90+1e Kenny Miller | Boleyn Ground (Londres) Spectateurs : 25 680 Arbitrage : H. Webb | Boleyn Ground (Londres) Spectateurs : 25 680 Arbitrage : H. Webb |
| 6 août 2011 15 h | (Rapport)       |       |                    | Boleyn Ground (Londres) Spectateurs : 25 680 Arbitrage : H. Webb | Boleyn Ground (Londres) Spectateurs : 25 680 Arbitrage : H. Webb |

| Journée 2         | Cardiff City                                             | 3-1   | Bristol City      |                                                                           |                                                                           |
| 14 août 2011 15 h | Mark Hudson 18e · Craig Conway 23e · Robert Earnshaw 36e | (3-0) | 82e Nicky Maynard | Cardiff City Stadium (Cardiff) Spectateurs : 22 639 Arbitrage : Salisbury | Cardiff City Stadium (Cardiff) Spectateurs : 22 639 Arbitrage : Salisbury |
| 14 août 2011 15 h | (Rapport)                                                |       |                   | Cardiff City Stadium (Cardiff) Spectateurs : 22 639 Arbitrage : Salisbury | Cardiff City Stadium (Cardiff) Spectateurs : 22 639 Arbitrage : Salisbury |

| Journée 3            | Cardiff City                 | 1-3   | Brighton                                        |                                                                        |                                                                        |
| 17 août 2011 19 h 45 | Peter Whittingham 90e (pen.) | (0-1) | 39e 63e (pen.) Ashley Barnes · 87e Will Hoskins | Cardiff City Stadium (Cardiff) Spectateurs : 23 013 Arbitrage : Stroud | Cardiff City Stadium (Cardiff) Spectateurs : 23 013 Arbitrage : Stroud |
| 17 août 2011 19 h 45 | (Rapport)                    |       |                                                 | Cardiff City Stadium (Cardiff) Spectateurs : 23 013 Arbitrage : Stroud | Cardiff City Stadium (Cardiff) Spectateurs : 23 013 Arbitrage : Stroud |

| Journée 4         | Burnley           | 1-1   | Cardiff City        |                                                            |                                                            |
| 20 août 2011 15 h | Charlie Austin 2e | (1-1) | 40e Robert Earnshaw | Turf Moor (Burnley) Spectateurs : 13 428 Arbitrage : Bates | Turf Moor (Burnley) Spectateurs : 13 428 Arbitrage : Bates |
| 20 août 2011 15 h | (Rapport)         |       |                     | Turf Moor (Burnley) Spectateurs : 13 428 Arbitrage : Bates | Turf Moor (Burnley) Spectateurs : 13 428 Arbitrage : Bates |

| Journée 5         | Portsmouth       | 1-1   | Cardiff City      |                                                                    |                                                                    |
| 27 août 2011 15 h | Nwankwo Kanu 80e | (0-0) | 71e Andrew Taylor | Fratton Park (Portsmouth) Spectateurs : 14 354 Arbitrage : Woolmer | Fratton Park (Portsmouth) Spectateurs : 14 354 Arbitrage : Woolmer |
| 27 août 2011 15 h | (Rapport)        |       |                   | Fratton Park (Portsmouth) Spectateurs : 14 354 Arbitrage : Woolmer | Fratton Park (Portsmouth) Spectateurs : 14 354 Arbitrage : Woolmer |

| Journée 6              | Cardiff City                              | 2-0   | Doncaster Rovers |                                                                        |                                                                        |
| 10 septembre 2011 15 h | Anthony Gerrard 52e · Robert Earnshaw 75e | (0-0) |                  | Cardiff City Stadium (Cardiff) Spectateurs : 21 863 Arbitrage : Wright | Cardiff City Stadium (Cardiff) Spectateurs : 21 863 Arbitrage : Wright |
| 10 septembre 2011 15 h | (Rapport)                                 |       |                  | Cardiff City Stadium (Cardiff) Spectateurs : 21 863 Arbitrage : Wright | Cardiff City Stadium (Cardiff) Spectateurs : 21 863 Arbitrage : Wright |

| Journée 7              | Blackpool          | 1-1   | Cardiff City  |                                                                   |                                                                   |
| 17 septembre 2011 15 h | Kevin Phillips 62e | (0-0) | 49e Don Cowie | Bloomfield Road (Blackpool) Spectateurs : 12 798 Arbitrage : Moss | Bloomfield Road (Blackpool) Spectateurs : 12 798 Arbitrage : Moss |
| 17 septembre 2011 15 h | (Rapport)          |       |               | Bloomfield Road (Blackpool) Spectateurs : 12 798 Arbitrage : Moss | Bloomfield Road (Blackpool) Spectateurs : 12 798 Arbitrage : Moss |

| Journée 8              | Cardiff City | 0-0   | Leicester City |                                                                         |                                                                         |
| 24 septembre 2011 15 h |              | (0-0) |                | Cardiff City Stadium (Cardiff) Spectateurs : 21 154 Arbitrage : Haywood | Cardiff City Stadium (Cardiff) Spectateurs : 21 154 Arbitrage : Haywood |
| 24 septembre 2011 15 h | (Rapport)    |       |                | Cardiff City Stadium (Cardiff) Spectateurs : 21 154 Arbitrage : Haywood | Cardiff City Stadium (Cardiff) Spectateurs : 21 154 Arbitrage : Haywood |

| Journée 9                 | Cardiff City         | 2-1   | Southampton           |                                                                            |                                                                            |
| 28 septembre 2011 19 h 45 | Kenny Miller 56e 63e | (0-0) | 90+3e Steve De Ridder | Cardiff City Stadium (Cardiff) Spectateurs : 22 503 Arbitrage : Phil Gibbs | Cardiff City Stadium (Cardiff) Spectateurs : 22 503 Arbitrage : Phil Gibbs |
| 28 septembre 2011 19 h 45 | (Rapport)            |       |                       | Cardiff City Stadium (Cardiff) Spectateurs : 22 503 Arbitrage : Phil Gibbs | Cardiff City Stadium (Cardiff) Spectateurs : 22 503 Arbitrage : Phil Gibbs |

| Journée 10            | Hull City                            | 2-1   | Cardiff City  |                                                                          |                                                                          |
| 1er octobre 2011 15 h | Matthew Fryatt 39e · Nick Barmby 71e | (1-0) | 62e Joe Ralls | KC Stadium (Kingston-upon-Hull) Spectateurs : 18 305 Arbitrage : Webster | KC Stadium (Kingston-upon-Hull) Spectateurs : 18 305 Arbitrage : Webster |
| 1er octobre 2011 15 h | (Rapport)                            |       |               | KC Stadium (Kingston-upon-Hull) Spectateurs : 18 305 Arbitrage : Webster | KC Stadium (Kingston-upon-Hull) Spectateurs : 18 305 Arbitrage : Webster |

| Journée 11           | Cardiff City                                    | 2-2   | Ipswich Town                            |                                                                            |                                                                            |
| 15 octobre 2011 15 h | Rudy Gestede 19e · Peter Whittingham 72e (pen.) | (1-1) | 30e Jason Scotland · 51e Michael Chopra | Cardiff City Stadium (Cardiff) Spectateurs : 21 809 Arbitrage : Whitestone | Cardiff City Stadium (Cardiff) Spectateurs : 21 809 Arbitrage : Whitestone |
| 15 octobre 2011 15 h | (Rapport)                                       |       |                                         | Cardiff City Stadium (Cardiff) Spectateurs : 21 809 Arbitrage : Whitestone | Cardiff City Stadium (Cardiff) Spectateurs : 21 809 Arbitrage : Whitestone |

| Journée 12              | Peterborough United                                                   | 4-3   | Cardiff City                                                                         |                                                                           |                                                                           |
| 18 octobre 2011 19 h 45 | George Boyd 21e 59e · Grant McCann 24e 87e (pen.) · Paul Taylor 90+2e | (2-1) | 6e Don Cowie · 60e 90+2e Peter Whittingham · 79e Aron Gunnarsson · 87e Andrew Taylor | London Road Stadium (Peterborough) Spectateurs : 6 351 Arbitrage : Miller | London Road Stadium (Peterborough) Spectateurs : 6 351 Arbitrage : Miller |
| 18 octobre 2011 19 h 45 | (Rapport)                                                             |       |                                                                                      | London Road Stadium (Peterborough) Spectateurs : 6 351 Arbitrage : Miller | London Road Stadium (Peterborough) Spectateurs : 6 351 Arbitrage : Miller |

| Journée 13           | Cardiff City                                                                                    | 5-3   | Barnsley                                                                                         |                                                                           |                                                                           |
| 22 octobre 2011 15 h | Kenny Miller 10e · Joe Mason 34e · Aron Gunnarsson 38e 71e · David Marshall 52e · Don Cowie 60e | (3-1) | 34e Rob Edwards · 36e Daniel Drinkwater · 52e Andy Gray · 82e James McNulty · 86e Ricardo Vaz Tê | Cardiff City Stadium (Cardiff) Spectateurs : 20 665 Arbitrage : Mathieson | Cardiff City Stadium (Cardiff) Spectateurs : 20 665 Arbitrage : Mathieson |
| 22 octobre 2011 15 h | (Rapport)                                                                                       |       |                                                                                                  | Cardiff City Stadium (Cardiff) Spectateurs : 20 665 Arbitrage : Mathieson | Cardiff City Stadium (Cardiff) Spectateurs : 20 665 Arbitrage : Mathieson |

| Journée 14              | Leeds United                            | 1-1   | Cardiff City                                   |                                                           |                                                           |
| 30 octobre 2011 13 h 15 | Robert Snodgrass 73e · Adam Clayton 84e | (0-1) | 9e Mark Hudson · 17e Joe Mason · 67e Don Cowie | Elland Road (Leeds) Spectateurs : 20 270 Arbitrage : Dowd | Elland Road (Leeds) Spectateurs : 20 270 Arbitrage : Dowd |
| 30 octobre 2011 13 h 15 | (Rapport)                               |       |                                                | Elland Road (Leeds) Spectateurs : 20 270 Arbitrage : Dowd | Elland Road (Leeds) Spectateurs : 20 270 Arbitrage : Dowd |

| Journée 15              | Derby County | 0-3   | Cardiff City                                                     |                                                                      |                                                                      |
| 2 novembre 2011 19 h 45 |              | (0-1) | 20e Filip Kiss · 62e (csc) Kevin Kilbane · 73e Peter Whittingham | Pride Park Stadium (Derby) Spectateurs : 23 078 Arbitrage : Ilderton | Pride Park Stadium (Derby) Spectateurs : 23 078 Arbitrage : Ilderton |
| 2 novembre 2011 19 h 45 | (Rapport)    |       |                                                                  | Pride Park Stadium (Derby) Spectateurs : 23 078 Arbitrage : Ilderton | Pride Park Stadium (Derby) Spectateurs : 23 078 Arbitrage : Ilderton |

| Journée 16           | Cardiff City                                                | 2-0   | Crystal Palace   |                                                                         |                                                                         |
| 5 novembre 2011 15 h | Kenny Miller 69e · Peter Whittingham 80e · Filip Kiss 90+2e | (0-0) | 90+1e Dean Moxey | Cardiff City Stadium (Cardiff) Spectateurs : 22 032 Arbitrage : Rushton | Cardiff City Stadium (Cardiff) Spectateurs : 22 032 Arbitrage : Rushton |
| 5 novembre 2011 15 h | (Rapport)                                                   |       |                  | Cardiff City Stadium (Cardiff) Spectateurs : 22 032 Arbitrage : Rushton | Cardiff City Stadium (Cardiff) Spectateurs : 22 032 Arbitrage : Rushton |

| Journée 17            | Reading                          | 1-2   | Cardiff City                                  |                                                                       |                                                                       |
| 19 novembre 2011 15 h | Jimmy Kébé 77e · Jem Karacan 78e | (0-1) | 2e 8e Peter Whittingham · 33e 70e Mark Hudson | Madejski Stadium (Reading) Spectateurs : 20 361 Arbitrage : Sheldrake | Madejski Stadium (Reading) Spectateurs : 20 361 Arbitrage : Sheldrake |
| 19 novembre 2011 15 h | (Rapport)                        |       |                                               | Madejski Stadium (Reading) Spectateurs : 20 361 Arbitrage : Sheldrake | Madejski Stadium (Reading) Spectateurs : 20 361 Arbitrage : Sheldrake |

| Journée 19 (Match avancé) | Coventry City                              | 1-1   | Cardiff City          |                                                                  |                                                                  |
| 22 novembre 2011 19 h 45  | Lukas Jutkiewicz 61e · Gael Bigirimana 64e | (0-0) | 48e Peter Whittingham | Ricoh Arena (Coventry) Spectateurs : 12 317 Arbitrage : Drysdale | Ricoh Arena (Coventry) Spectateurs : 12 317 Arbitrage : Drysdale |
| 22 novembre 2011 19 h 45  | (Rapport)                                  |       |                       | Ricoh Arena (Coventry) Spectateurs : 12 317 Arbitrage : Drysdale | Ricoh Arena (Coventry) Spectateurs : 12 317 Arbitrage : Drysdale |

| Journée 18            | Cardiff City                          | 1-0   | Nottingham Forest                  |                                                                          |                                                                          |
| 26 novembre 2011 15 h | Joe Mason 70e · Peter Whittingham 74e | (0-0) | 21e Guy Moussi · 53e Lewis McGugan | Cardiff City Stadium (Cardiff) Spectateurs : 22 556 Arbitrage : Phillips | Cardiff City Stadium (Cardiff) Spectateurs : 22 556 Arbitrage : Phillips |
| 26 novembre 2011 15 h | (Rapport)                             |       |                                    | Cardiff City Stadium (Cardiff) Spectateurs : 22 556 Arbitrage : Phillips | Cardiff City Stadium (Cardiff) Spectateurs : 22 556 Arbitrage : Phillips |

| Journée 20              | Cardiff City                      | 1-0   | Birmingham City                                             |                                                                        |                                                                        |
| 4 décembre 2011 12 h 30 | Lee Naylor 21e · Kenny Miller 68e | (0-0) | 47e, 63e Curtis Davies · 76e Wade Elliott · 88e Chris Burke | Cardiff City Stadium (Cardiff) Spectateurs : 22 010 Arbitrage : Taylor | Cardiff City Stadium (Cardiff) Spectateurs : 22 010 Arbitrage : Taylor |
| 4 décembre 2011 12 h 30 | (Rapport)                         |       |                                                             | Cardiff City Stadium (Cardiff) Spectateurs : 22 010 Arbitrage : Taylor | Cardiff City Stadium (Cardiff) Spectateurs : 22 010 Arbitrage : Taylor |

| Journée 21            | Millwall                          | 0-0   | Cardiff City     |                                                         |                                                         |
| 10 décembre 2011 15 h | James Henry 78e · Shane Lowry 83e | (0-0) | 29e Craig Conway | The Den (Londres) Spectateurs : 11 314 Arbitrage : Ward | The Den (Londres) Spectateurs : 11 314 Arbitrage : Ward |
| 10 décembre 2011 15 h | (Rapport)                         |       |                  | The Den (Londres) Spectateurs : 11 314 Arbitrage : Ward | The Den (Londres) Spectateurs : 11 314 Arbitrage : Ward |

| Journée 22            | Cardiff City                                                                                            | 2-3   | Middlesbrough |                                                                           |                                                                           |
| 17 décembre 2011 15 h | Ben Turner 23e 78e · Peter Whittingham 26e · Aron Gunnarsson 44e · Filip Kiss 45+1e · Andrew Taylor 88e | (2-1) | 15e Bartholomew Ogbeche · 38e Julio Arca · 52e Justin Hoyte · 60e Scott McDonald · 76e 82e Faris Haroun · 87e Barry Robson | Cardiff City Stadium (Cardiff) Spectateurs : 23 373 Arbitrage : Salisbury | Cardiff City Stadium (Cardiff) Spectateurs : 23 373 Arbitrage : Salisbury |
| 17 décembre 2011 15 h | (Rapport)                                                                                               |       | | Cardiff City Stadium (Cardiff) Spectateurs : 23 373 Arbitrage : Salisbury | Cardiff City Stadium (Cardiff) Spectateurs : 23 373 Arbitrage : Salisbury |

| Journée 23            | Watford                                 | 1-1   | Cardiff City                                  |                                                                         |                                                                         |
| 26 décembre 2011 12 h | Nyron Nosworthy 45e · Prince Buaben 62e | (0-0) | 78e Andrew Taylor · 80e (csc) Adrian Mariappa | Vicarage Road Stadium (Watford) Spectateurs : 14 604 Arbitrage : Miller | Vicarage Road Stadium (Watford) Spectateurs : 14 604 Arbitrage : Miller |
| 26 décembre 2011 12 h | (Rapport)                               |       |                                               | Vicarage Road Stadium (Watford) Spectateurs : 14 604 Arbitrage : Miller | Vicarage Road Stadium (Watford) Spectateurs : 14 604 Arbitrage : Miller |

| Journée 24            | Nottingham Forest                      | 0-1   | Cardiff City                                           |                                                                   |                                                                   |
| 31 décembre 2011 15 h | Joel Lynch 42e · Jonathan Greening 79e | (0-0) | 1e David Marshall · 59e Kenny Miller · 61e Mark Hudson | City Ground (Nottingham) Spectateurs : 19 750 Arbitrage : Woolmer | City Ground (Nottingham) Spectateurs : 19 750 Arbitrage : Woolmer |
| 31 décembre 2011 15 h | (Rapport)                              |       |                                                        | City Ground (Nottingham) Spectateurs : 19 750 Arbitrage : Woolmer | City Ground (Nottingham) Spectateurs : 19 750 Arbitrage : Woolmer |

| Journée 25          | Cardiff City                                           | 3-1   | Reading                                                     |                                                                     |                                                                     |
| 2 janvier 2012 15 h | Joe Mason 13e · Aron Gunnarsson 19e · Kenny Miller 36e | (3-1) | 45e Jobi McAnuff · 54e Jem Karacan · 83e Mikele Leigertwood | Cardiff City Stadium (Cardiff) Spectateurs : 23 655 Arbitrage : Foy | Cardiff City Stadium (Cardiff) Spectateurs : 23 655 Arbitrage : Foy |
| 2 janvier 2012 15 h | (Rapport)                                              |       |                                                             | Cardiff City Stadium (Cardiff) Spectateurs : 23 655 Arbitrage : Foy | Cardiff City Stadium (Cardiff) Spectateurs : 23 655 Arbitrage : Foy |

| Journée 26           | Doncaster Rovers | 0-0   | Cardiff City                      |                                                                       |                                                                       |
| 14 janvier 2012 15 h | Sam Hird 41e     | (0-0) | 66e Darcy Blake · 89e Mark Hudson | Keepmoat Stadium (Doncaster) Spectateurs : 8 834 Arbitrage : Langford | Keepmoat Stadium (Doncaster) Spectateurs : 8 834 Arbitrage : Langford |
| 14 janvier 2012 15 h | (Rapport)        |       |                                   | Keepmoat Stadium (Doncaster) Spectateurs : 8 834 Arbitrage : Langford | Keepmoat Stadium (Doncaster) Spectateurs : 8 834 Arbitrage : Langford |

| Journée 27           | Cardiff City                                            | 3-2   | Portsmouth                              |                                                                        |                                                                        |
| 21 janvier 2012 15 h | Kenny Miller 15e · Mark Hudson 69e · Craig Conway 90+2e | (1-1) | 39e 65e Márkó Futács · 49e Greg Halford | Cardiff City Stadium (Cardiff) Spectateurs : 22 199 Arbitrage : Tanner | Cardiff City Stadium (Cardiff) Spectateurs : 22 199 Arbitrage : Tanner |
| 21 janvier 2012 15 h | (Rapport)                                               |       |                                         | Cardiff City Stadium (Cardiff) Spectateurs : 22 199 Arbitrage : Tanner | Cardiff City Stadium (Cardiff) Spectateurs : 22 199 Arbitrage : Tanner |

| Journée 28              | Southampton                                         | 1-1   | Cardiff City                               |                                                                          |                                                                          |
| 31 janvier 2012 19 h 45 | Morgan Schneiderlin 41e · Rickie Lambert 57e (pen.) | (0-1) | 36e Craig Conway · 90+1e Peter Whittingham | St Mary's Stadium (Southampton) Spectateurs : 24 356 Arbitrage : Haywood | St Mary's Stadium (Southampton) Spectateurs : 24 356 Arbitrage : Haywood |
| 31 janvier 2012 19 h 45 | (Rapport)                                           |       |                                            | St Mary's Stadium (Southampton) Spectateurs : 24 356 Arbitrage : Haywood | St Mary's Stadium (Southampton) Spectateurs : 24 356 Arbitrage : Haywood |

| Journée 29          | Cardiff City  | 1-3   | Blackpool                                    |                                                                        |                                                                        |
| 4 février 2012 15 h | Joe Mason 59e | (0-0) | 41e Chris Basham · 79e 83e 90e Matt Phillips | Cardiff City Stadium (Cardiff) Spectateurs : 22 577 Arbitrage : Stroud | Cardiff City Stadium (Cardiff) Spectateurs : 22 577 Arbitrage : Stroud |
| 4 février 2012 15 h | (Rapport)     |       |                                              | Cardiff City Stadium (Cardiff) Spectateurs : 22 577 Arbitrage : Stroud | Cardiff City Stadium (Cardiff) Spectateurs : 22 577 Arbitrage : Stroud |

| Journée 30           | Leicester City                | 2-1   | Cardiff City                                                    |                                                                        |                                                                        |
| 11 février 2012 15 h | Paul Gallagher 41e (pen.) 71e | (1-0) | 45+2e Filip Kiss · 70e Don Cowie · 77e (pen.) Peter Whittingham | King Power Stadium (Leicester) Spectateurs : 21 375 Arbitrage : Halsey | King Power Stadium (Leicester) Spectateurs : 21 375 Arbitrage : Halsey |
| 11 février 2012 15 h | (Rapport)                     |       |                                                                 | King Power Stadium (Leicester) Spectateurs : 21 375 Arbitrage : Halsey | King Power Stadium (Leicester) Spectateurs : 21 375 Arbitrage : Halsey |

| Journée 31              | Cardiff City                                                                | 3-1   | Peterborough United                  |                                                                        |                                                                        |
| 14 février 2012 19 h 45 | Peter Whittingham 34e · Rudy Gestede 38e · Haris Vučkić 40e · Joe Mason 78e | (3-0) | 23e Matthew Briggs · 90e Paul Taylor | Cardiff City Stadium (Cardiff) Spectateurs : 21 342 Arbitrage : Naylor | Cardiff City Stadium (Cardiff) Spectateurs : 21 342 Arbitrage : Naylor |
| 14 février 2012 19 h 45 | (Rapport)                                                                   |       |                                      | Cardiff City Stadium (Cardiff) Spectateurs : 21 342 Arbitrage : Naylor | Cardiff City Stadium (Cardiff) Spectateurs : 21 342 Arbitrage : Naylor |

| Journée 32           | Ipswich Town                                                                   | 3-0   | Cardiff City |                                                                |                                                                |
| 18 février 2012 15 h | Arran Lee-Barrett 9e · Lee Martin 21e 73e · Michael Chopra 48e · Luke Hyam 76e | (1-0) |              | Portman Road (Ipswich) Spectateurs : 17 032 Arbitrage : Hooper | Portman Road (Ipswich) Spectateurs : 17 032 Arbitrage : Hooper |
| 18 février 2012 15 h | (Rapport)                                                                      |       |              | Portman Road (Ipswich) Spectateurs : 17 032 Arbitrage : Hooper | Portman Road (Ipswich) Spectateurs : 17 032 Arbitrage : Hooper |

| Journée 33                   | Cardiff City | - | Hull City |                                |                                |
| 25 février 2012 (remis) 15 h |              |   |           | Cardiff City Stadium (Cardiff) | Cardiff City Stadium (Cardiff) |

| Journée 34          | Cardiff City | 0-2   | West Ham United                        |                                                                     |                                                                     |
| 3 mars 2012 12 h 30 |              | (0-1) | 43e Kevin Nolan · 77e George McCartney | Cardiff City Stadium (Cardiff) Spectateurs : 23 872 Arbitrage : Foy | Cardiff City Stadium (Cardiff) Spectateurs : 23 872 Arbitrage : Foy |
| 3 mars 2012 12 h 30 | (Rapport)    |       |                                        | Cardiff City Stadium (Cardiff) Spectateurs : 23 872 Arbitrage : Foy | Cardiff City Stadium (Cardiff) Spectateurs : 23 872 Arbitrage : Foy |

| Journée 35          | Brighton & Hove Albion                                | 2-2   | Cardiff City                                                                             |                                                                 |                                                                 |
| 6 mars 2012 19 h 45 | Liam Bridcutt 66e · Ashley Barnes 72e · Sam Vokes 89e | (0-0) | 38e Mark Hudson · 47e Don Cowie · 57e Joe Mason · 68e Ben Turner · 74e Peter Whittingham | Falmer Stadium (Brighton) Spectateurs : 18 786 Arbitrage : East | Falmer Stadium (Brighton) Spectateurs : 18 786 Arbitrage : East |
| 6 mars 2012 19 h 45 | (Rapport)                                             |       |                                                                                          | Falmer Stadium (Brighton) Spectateurs : 18 786 Arbitrage : East | Falmer Stadium (Brighton) Spectateurs : 18 786 Arbitrage : East |

| Journée 36        | Bristol City                            | 1-2   | Cardiff City                                                                                                |                                                               |                                                               |
| 10 mars 2012 15 h | Jon Stead 32e 52e · Stephen Pearson 38e | (0-1) | 10e Kevin McNaughton · 45e (csc) Stephen McManus · 73e Don Cowie · 86e Mark Hudson · 87e (csc) Kalifa Cissé | Ashton Gate (Bristol) Spectateurs : 12 495 Arbitrage : Oliver | Ashton Gate (Bristol) Spectateurs : 12 495 Arbitrage : Oliver |
| 10 mars 2012 15 h | (Rapport)                               |       | | Ashton Gate (Bristol) Spectateurs : 12 495 Arbitrage : Oliver | Ashton Gate (Bristol) Spectateurs : 12 495 Arbitrage : Oliver |

| Journée 33                          | Cardiff City                            | 0-3   | Hull City                                                                            |                                                                       |                                                                       |
| 13 mars 2012 (match en retard) 15 h | Liam Lawrence 42e · Aron Gunnarsson 83e | (0-1) | 6e (csc) Kevin McNaughton · 47e James Chester · 55e Aaron McLean · 80e Liam Rosenior | Cardiff City Stadium (Cardiff) Spectateurs : 20 366 Arbitrage : Scott | Cardiff City Stadium (Cardiff) Spectateurs : 20 366 Arbitrage : Scott |
| 13 mars 2012 (match en retard) 15 h | (Rapport)                               |       |                                                                                      | Cardiff City Stadium (Cardiff) Spectateurs : 20 366 Arbitrage : Scott | Cardiff City Stadium (Cardiff) Spectateurs : 20 366 Arbitrage : Scott |

| Journée 37        | Cardiff City | 0-0   | Burnley                                                     |                                                                            |                                                                            |
| 18 mars 2012 15 h |              | (0-0) | 71e Dean Marney · 75e Kieran Trippier · 88e Daniel Lafferty | Cardiff City Stadium (Cardiff) Spectateurs : 21 276 Arbitrage : Williamson | Cardiff City Stadium (Cardiff) Spectateurs : 21 276 Arbitrage : Williamson |
| 18 mars 2012 15 h | (Rapport)    |       |                                                             | Cardiff City Stadium (Cardiff) Spectateurs : 21 276 Arbitrage : Williamson | Cardiff City Stadium (Cardiff) Spectateurs : 21 276 Arbitrage : Williamson |

| Journée 38           | Cardiff City                                                          | 2-2   | Coventry City                          |                                                                               |                                                                               |
| 21 mars 2012 19 h 45 | Cody McDonald 18e (csc) · Aron Gunnarsson 51e · Peter Whittingham 83e | (1-0) | 69e Jordan Clarke · 90e Oliver Norwood | Cardiff City Stadium (Cardiff) Spectateurs : 20 564 Arbitrage : Robert Madley | Cardiff City Stadium (Cardiff) Spectateurs : 20 564 Arbitrage : Robert Madley |
| 21 mars 2012 19 h 45 | (Rapport)                                                             |       |                                        | Cardiff City Stadium (Cardiff) Spectateurs : 20 564 Arbitrage : Robert Madley | Cardiff City Stadium (Cardiff) Spectateurs : 20 564 Arbitrage : Robert Madley |

| Journée 39        | Birmingham City    | 1-1   | Cardiff City    |                                                                  |                                                                  |
| 25 mars 2012 12 h | Erik Huseklepp 68e | (0-0) | 78e Mark Hudson | St Andrew's (Birmingham) Spectateurs : 17 704 Arbitrage : D'Urso | St Andrew's (Birmingham) Spectateurs : 17 704 Arbitrage : D'Urso |
| 25 mars 2012 12 h | (Rapport)          |       |                 | St Andrew's (Birmingham) Spectateurs : 17 704 Arbitrage : D'Urso | St Andrew's (Birmingham) Spectateurs : 17 704 Arbitrage : D'Urso |

| Journée 40           | Cardiff City      | 0-0   | Millwall                                |                                                                       |                                                                       |
| 31 mars 2012 12 h 30 | Liam Lawrence 80e | (0-0) | 80e Jack Smith · 90+3e Darius Henderson | Cardiff City Stadium (Cardiff) Spectateurs : 21 259 Arbitrage : Bates | Cardiff City Stadium (Cardiff) Spectateurs : 21 259 Arbitrage : Bates |
| 31 mars 2012 12 h 30 | (Rapport)         |       |                                         | Cardiff City Stadium (Cardiff) Spectateurs : 21 259 Arbitrage : Bates | Cardiff City Stadium (Cardiff) Spectateurs : 21 259 Arbitrage : Bates |

| Journée 41        | Middlesbrough   | 0-2   | Cardiff City                                                                                     |                                                                           |                                                                           |
| 7 avril 2012 15 h | Joe Bennett 84e | (0-2) | 11e Ben Turner · 19e Joe Mason · 27e Stephen McPhail · 71e Peter Whittingham · 74e Andrew Taylor | Riverside Stadium (Middlesbrough) Spectateurs : 17 564 Arbitrage : Friend | Riverside Stadium (Middlesbrough) Spectateurs : 17 564 Arbitrage : Friend |
| 7 avril 2012 15 h | (Rapport)       |       |                                                                                                  | Riverside Stadium (Middlesbrough) Spectateurs : 17 564 Arbitrage : Friend | Riverside Stadium (Middlesbrough) Spectateurs : 17 564 Arbitrage : Friend |

| Journée 42        | Cardiff City                                                            | 1-1   | Watford                                                                                 |                                                                                |                                                                                |
| 9 avril 2012 15 h | Ben Turner 45e · Kenny Miller 45e · David Marshall 69e · Filip Kiss 72e | (1-0) | 24e Britt Assombalonga · 33e Jonathan Hogg · 71e 82e Nyron Nosworthy · 74e Lloyd Doyley | Cardiff City Stadium (Cardiff) Spectateurs : 21 259 Arbitrage : Darren Deadman | Cardiff City Stadium (Cardiff) Spectateurs : 21 259 Arbitrage : Darren Deadman |
| 9 avril 2012 15 h | (Rapport)                                                               |       |                                                                                         | Cardiff City Stadium (Cardiff) Spectateurs : 21 259 Arbitrage : Darren Deadman | Cardiff City Stadium (Cardiff) Spectateurs : 21 259 Arbitrage : Darren Deadman |

| Journée 43         | Barnsley  | 0-1   | Cardiff City                                   |                                                                            |                                                                            |
| 14 avril 2012 15 h |           | (0-0) | 69e 90+1e Liam Lawrence · 83e Kevin McNaughton | Oakwell Stadium (Barnsley) Spectateurs : 9 122 Arbitrage : Geoff Eltrigham | Oakwell Stadium (Barnsley) Spectateurs : 9 122 Arbitrage : Geoff Eltrigham |
| 14 avril 2012 15 h | (Rapport) |       |                                                | Oakwell Stadium (Barnsley) Spectateurs : 9 122 Arbitrage : Geoff Eltrigham | Oakwell Stadium (Barnsley) Spectateurs : 9 122 Arbitrage : Geoff Eltrigham |

| Journée 44            | Cardiff City                                           | 2-0   | Derby County     |                                                                         |                                                                         |
| 17 avril 2012 19 h 45 | Joe Mason 24e · Mark Hudson 63e · Kevin McNaughton 82e | (1-0) | 55e Nathan Tyson | Cardiff City Stadium (Cardiff) Spectateurs : 21 216 Arbitrage : Probert | Cardiff City Stadium (Cardiff) Spectateurs : 21 216 Arbitrage : Probert |
| 17 avril 2012 19 h 45 | (Rapport)                                              |       |                  | Cardiff City Stadium (Cardiff) Spectateurs : 21 216 Arbitrage : Probert | Cardiff City Stadium (Cardiff) Spectateurs : 21 216 Arbitrage : Probert |

| Journée 45            | Cardiff City                        | 1-1   | Leeds United                           |                                                                        |                                                                        |
| 21 avril 2012 12 h 30 | Joe Mason 41e · Aron Gunnarsson 85e | (1-0) | 58e Adam Clayton · 73e Luciano Becchio | Cardiff City Stadium (Cardiff) Spectateurs : 25 109 Arbitrage : Halsey | Cardiff City Stadium (Cardiff) Spectateurs : 25 109 Arbitrage : Halsey |
| 21 avril 2012 12 h 30 | (Rapport)                           |       |                                        | Cardiff City Stadium (Cardiff) Spectateurs : 25 109 Arbitrage : Halsey | Cardiff City Stadium (Cardiff) Spectateurs : 25 109 Arbitrage : Halsey |

| Journée 46         | Crystal Palace                                            | 1-2   | Cardiff City                                                                   |                                                                |                                                                |
| 28 avril 2012 15 h | Wilfried Zaha 13e · Owen Garvan 45e · Matthew Parsons 52e | (1-0) | 50e Kenny Miller · 53e Peter Whittingham · 62e Don Cowie · 64e Aron Gunnarsson | Selhurst Park (Londres) Spectateurs : 15 510 Arbitrage : Mason | Selhurst Park (Londres) Spectateurs : 15 510 Arbitrage : Mason |
| 28 avril 2012 15 h | (Rapport)                                                 |       |                                                                                | Selhurst Park (Londres) Spectateurs : 15 510 Arbitrage : Mason | Selhurst Park (Londres) Spectateurs : 15 510 Arbitrage : Mason |

#### Play-offs de Championship
| Demi-finale aller  | Cardiff City | 0-2   | West Ham United                                                                                  |                                                                           |                                                                           |
| 3 mai 2012 19 h 45 |              | (0-2) | 9e 41e Jack Collison · 55e James Tomkins · 62e Mark Noble · 64e Kevin Nolan · 88e Julien Faubert | Cardiff City Stadium (Cardiff) Spectateurs : 23 029 Arbitrage : Swarbrick | Cardiff City Stadium (Cardiff) Spectateurs : 23 029 Arbitrage : Swarbrick |
| 3 mai 2012 19 h 45 | (Rapport)    |       |                                                                                                  | Cardiff City Stadium (Cardiff) Spectateurs : 23 029 Arbitrage : Swarbrick | Cardiff City Stadium (Cardiff) Spectateurs : 23 029 Arbitrage : Swarbrick |

| Demi-finale retour | West Ham United                                                             | 3-0   | Cardiff City                                               |                                                               |                                                               |
| 7 mai 2012 16 h 30 | Kevin Nolan 15e · Ricardo Vaz Tê 40e · Winston Reid 68e · Nicky Maynard 90e | (2-0) | 28e Kenny Miller · 50e Mark Hudson · 80e Peter Whittingham | Boleyn Ground (Londres) Spectateurs : 34 682 Arbitrage : Dean | Boleyn Ground (Londres) Spectateurs : 34 682 Arbitrage : Dean |
| 7 mai 2012 16 h 30 | (Rapport)                                                                   |       |                                                            | Boleyn Ground (Londres) Spectateurs : 34 682 Arbitrage : Dean | Boleyn Ground (Londres) Spectateurs : 34 682 Arbitrage : Dean |

### Coupe de la Ligue: une saison historique
Le précédent record de Cardiff City en coupe de la Ligue (ou Carling Cup) est une place en demi-finale lors de la saison 1965-1966. Le parcours 2011-2012 bat ce record puisque Cardiff City se qualifie pour la finale de l'épreuve. Malgré trois premiers matchs difficiles avec des qualifications en prolongation, l'équipe parvient à obtenir des résultats plus convaincants par la suite, l'entraîneur Mackay faisant alors jouer son équipe type et faisant à partir des quarts de finale une priorité de l'épreuve. De plus, un tirage assez favorable (Blackburn Rovers étant la seule équipe hiérarchiquement supérieure qu'affronte Cardiff City) explique ce bon parcours.
Après une défaite en match aller lors des demi-finales de l'épreuve, l'équipe galloise parvient à se souder et obtient une victoire sur le même score que lors du match aller, poussant les deux équipes en prolongation. Lors de la séance des tirs au but, les joueurs de Cardiff inscrivent 3 pénalties sur 4 tirs (Kenny Miller étant l'auteur du tir raté) tandis que Crystal Palace n'en inscrit qu'un (par l'intermédiaire de l'Australien Mile Jedinak). Lors de cette séance, le gardien des Bluebirds Thomas Heaton repousse deux tirs (de Jermaine Easter et de Sean Scannell), avant de voir le tir de Jonathan Parr s'envoler au-dessus de ses cages. Cette prestation de Heaton lui vaut les louanges de son entraîneur. Après le match aller et la défaite qui s'en était suivie (0-1), l'entraîneur de Crystal Palace, Dougie Freedman, déclare que les joueurs de Cardiff sont « presque des hommes », faisant écho aux échecs lors de différents play-offs lors des saisons précédentes. « Eux et leurs supporters doivent avoir une peur bleue de l'échec », conclut-il. Ces propos irritent à Cardiff et Malcolm Mackay déclare ne pas avoir besoin de motiver ses troupes, les propos de Freedman étant suffisamment insultants pour provoquer une réaction chez ses joueurs,. Finalement, au sortir d'un long match, Cardiff City élimine Crystal Palace, 1-1 sur l'ensemble des deux matchs et 3 pénalties à 1 en séance de tirs au but et se qualifie pour la finale du 26 février 2012 à Wembley.

#### Description des matchs jusqu'à la demi-finale
| 1er tour    | Oxford United   | 1-3 (a.p.) | Cardiff City                                                       |                                                                |                                                                |
| 8 août 2011 | Simon Clist 30e | (1-1)      | 12e Craig Conway · 98e Peter Whittingham · 120+1e Nathaniel Jarvis | Kassam Stadium (Oxford) Spectateurs : 5 435 Arbitrage : D'Urso | Kassam Stadium (Oxford) Spectateurs : 5 435 Arbitrage : D'Urso |
| 8 août 2011 | (Rapport)       |            |                                                                    | Kassam Stadium (Oxford) Spectateurs : 5 435 Arbitrage : D'Urso | Kassam Stadium (Oxford) Spectateurs : 5 435 Arbitrage : D'Urso |

| 2e tour      | Cardiff City                                                                | 5-3 (a.p.) | Huddersfield Town                      |                                                                          |                                                                          |
| 23 août 2011 | Gábor Gyepes 16e · Jon Parkin 17e · Don Cowie 90+3e 117e · Craig Conway 96e | (2-0)      | 53e 88e Jordan Rhodes · 70e Danny Ward | Cardiff City Stadium (Cardiff) Spectateurs : 6 829 Arbitrage : Linington | Cardiff City Stadium (Cardiff) Spectateurs : 6 829 Arbitrage : Linington |
| 23 août 2011 | (Rapport)                                                                   |            |                                        | Cardiff City Stadium (Cardiff) Spectateurs : 6 829 Arbitrage : Linington | Cardiff City Stadium (Cardiff) Spectateurs : 6 829 Arbitrage : Linington |

| 3e tour           | Cardiff City                                                                                     | 2-2 7 - 6 t. a. b. | Leicester City                                                                                        |                                                                     |                                                                     |
| 21 septembre 2011 | Don Cowie 33e · Rudy Gestede 82e                                                                 | (1-1)              | 40e Steve Howard · 66e Lloyd Dyer                                                                     | Cardiff City Stadium (Cardiff) Spectateurs : 8 697 Arbitrage : East | Cardiff City Stadium (Cardiff) Spectateurs : 8 697 Arbitrage : East |
| 21 septembre 2011 | (Rapport)                                                                                        |                    | | Cardiff City Stadium (Cardiff) Spectateurs : 8 697 Arbitrage : East | Cardiff City Stadium (Cardiff) Spectateurs : 8 697 Arbitrage : East |
| 21 septembre 2011 | Lee Naylor · Robert Earnshaw · Don Cowie · Craig Conway · Filip Kiss · Rudy Gestede · Paul Quinn | Tirs au but 7 - 6  | Lloyd Dyer · Steve Howard · Yuki Abe · Neil Danns · Sean St. Ledger · John Pantsil · Gelson Fernandes | Cardiff City Stadium (Cardiff) Spectateurs : 8 697 Arbitrage : East | Cardiff City Stadium (Cardiff) Spectateurs : 8 697 Arbitrage : East |

| 4e tour         | Cardiff City  | 1-0   | Burnley |                                                                         |                                                                         |
| 24 octobre 2011 | Joe Mason 40e | (1-0) |         | Cardiff City Stadium (Cardiff) Spectateurs : 11 601 Arbitrage : Deadman | Cardiff City Stadium (Cardiff) Spectateurs : 11 601 Arbitrage : Deadman |
| 24 octobre 2011 | (Rapport)     |       |         | Cardiff City Stadium (Cardiff) Spectateurs : 11 601 Arbitrage : Deadman | Cardiff City Stadium (Cardiff) Spectateurs : 11 601 Arbitrage : Deadman |

| Quart de finale  | Cardiff City                                                        | 2-0   | Blackburn Rovers |                                                                          |                                                                          |
| 29 novembre 2011 | Kenny Miller 19e · Anthony Gerrard 45+1e 50e · Kevin McNaughton 89e | (1-0) | 30e Jason Lowe   | Cardiff City Stadium (Cardiff) Spectateurs : 19 436 Arbitrage : Atkinson | Cardiff City Stadium (Cardiff) Spectateurs : 19 436 Arbitrage : Atkinson |
| 29 novembre 2011 | (Rapport)                                                           |       |                  | Cardiff City Stadium (Cardiff) Spectateurs : 19 436 Arbitrage : Atkinson | Cardiff City Stadium (Cardiff) Spectateurs : 19 436 Arbitrage : Atkinson |

| Demi-finale aller    | Crystal Palace      | 1-0   | Cardiff City  |                                                               |                                                               |
| 10 janvier 2012 20 h | Anthony Gardner 43e | (1-0) | 84e Joe Ralls | Selhurst Park (Londres) Spectateurs : 22 147 Arbitrage : Dean | Selhurst Park (Londres) Spectateurs : 22 147 Arbitrage : Dean |
| 10 janvier 2012 20 h | (Rapport)           |       |               | Selhurst Park (Londres) Spectateurs : 22 147 Arbitrage : Dean | Selhurst Park (Londres) Spectateurs : 22 147 Arbitrage : Dean |

| Demi-finale retour      | Cardiff City                                                      | 1-0 3 - 1 t. a. b. | Crystal Palace                                                 |                                                                         |                                                                         |
| 24 janvier 2012 19 h 45 | Anthony Gardner 7e (csc) · Darcy Blake 39e · Aron Gunnarsson 109e | (1-0)              | 10e Nathaniel Clyne · 56e, 78e Paddy McCarthy                  | Cardiff City Stadium (Cardiff) Spectateurs : 25 652 Arbitrage : H. Webb | Cardiff City Stadium (Cardiff) Spectateurs : 25 652 Arbitrage : H. Webb |
| 24 janvier 2012 19 h 45 | (Rapport)                                                         |                    |                                                                | Cardiff City Stadium (Cardiff) Spectateurs : 25 652 Arbitrage : H. Webb | Cardiff City Stadium (Cardiff) Spectateurs : 25 652 Arbitrage : H. Webb |
| 24 janvier 2012 19 h 45 | Kenny Miller · Craig Conway · Rudy Gestede · Peter Whittingham    | Tirs au but 3 - 1  | Jermaine Easter · Sean Scannell · Mile Jedinak · Jonathan Parr | Cardiff City Stadium (Cardiff) Spectateurs : 25 652 Arbitrage : H. Webb | Cardiff City Stadium (Cardiff) Spectateurs : 25 652 Arbitrage : H. Webb |

#### 26 février 2012: finale à Wembley
| Titulaires : |  |
| |  |
| 02 Kevin McNaughton 106e · 03 Andrew Taylor · 05 Mark Hudson 99e · 07 Peter Whittingham · 08 Don Cowie · 09 Kenny Miller · 15 Rudy Gestede · 17 Aron Gunnarsson · 20 Joe Mason 90+1e · 22 Thomas Heaton · 25 Ben Turner 119e · |  |
| Remplaçants : |  |
| 01 David Marshall · 04 Filip Kiss 90+1e 98e · 06 Anthony Gerrard 99e · 10 Robert Earnshaw · 11 Craig Conway · 18 Lee Naylor · 23 Darcy Blake 106e ·                                                                            |  |
| Entraîneur : |  |
| Malcolm Mackay |  |

| Titulaires : |  |
| |  |
| 02 Glen Johnson · 03 José Enrique · 05 Daniel Agger 86e · 07 Luis Alberto Suárez · 08 Steven Gerrard · 09 Andrew Carroll 103e · 14 Jordan Henderson 52e 58e · 19 Stewart Downing · 25 Pepe Reina · 26 Charlie Adam · 37 Martin Škrtel · |  |
| Remplaçants : |  |
| 11 Maxi Rodríguez · 18 Dirk Kuyt 103e · 20 Jay Spearing · 23 Jamie Carragher 86e · 32 Doni · 34 Martin Kelly · 39 Craig Bellamy 58e ·                                                                                                   |  |
| Entraîneur : |  |
| Kenny Dalglish |  |

| Titulaires : |  |
| |  |
| 02 Kevin McNaughton 106e · 03 Andrew Taylor · 05 Mark Hudson 99e · 07 Peter Whittingham · 08 Don Cowie · 09 Kenny Miller · 15 Rudy Gestede · 17 Aron Gunnarsson · 20 Joe Mason 90+1e · 22 Thomas Heaton · 25 Ben Turner 119e · |  |
| Remplaçants : |  |
| 01 David Marshall · 04 Filip Kiss 90+1e 98e · 06 Anthony Gerrard 99e · 10 Robert Earnshaw · 11 Craig Conway · 18 Lee Naylor · 23 Darcy Blake 106e ·                                                                            |  |
| Entraîneur : |  |
| Malcolm Mackay |  |

| Titulaires : |  |
| |  |
| 02 Glen Johnson · 03 José Enrique · 05 Daniel Agger 86e · 07 Luis Alberto Suárez · 08 Steven Gerrard · 09 Andrew Carroll 103e · 14 Jordan Henderson 52e 58e · 19 Stewart Downing · 25 Pepe Reina · 26 Charlie Adam · 37 Martin Škrtel · |  |
| Remplaçants : |  |
| 11 Maxi Rodríguez · 18 Dirk Kuyt 103e · 20 Jay Spearing · 23 Jamie Carragher 86e · 32 Doni · 34 Martin Kelly · 39 Craig Bellamy 58e ·                                                                                                   |  |
| Entraîneur : |  |
| Kenny Dalglish |  |

### Coupe d'Angleterre
La parcours du club en Coupe d'Angleterre est particulièrement bref cette saison. Entré au troisième tour contre une formation de Premier League, West Bromwich Albion est sévèrement battu 4-2, malgré une égalisation à 2-2 après avoir été mené 2-0. Le match est l'occasion pour l'entraîneur de faire tourner son effectif et de donner du temps de jeu à des joueurs d'ordinaire relégués au banc des remplaçants, comme Robert Earnshaw. Ce match est aussi le premier match officiel joué par le jeune Theo Wharton (18 ans).
| 3e tour             | West Bromwich Albion                                                                  | 4-2   | Cardiff City                                             |                                                                        |                                                                        |
| 7 janvier 2012 15 h | Peter Odemwingie 7e · Nicky Shorey 33e · Simon Cox 33e 61e 90e · James Morrison 45+1e | (2-1) | 9e Stephen McPhail · 36e Robert Earnshaw · 50e Joe Mason | The Hawthorns (West Bromwich) Spectateurs : 12 454 Arbitrage : Probert | The Hawthorns (West Bromwich) Spectateurs : 12 454 Arbitrage : Probert |
| 7 janvier 2012 15 h | (Rapport)                                                                             |       |                                                          | The Hawthorns (West Bromwich) Spectateurs : 12 454 Arbitrage : Probert | The Hawthorns (West Bromwich) Spectateurs : 12 454 Arbitrage : Probert |

#### En coupe

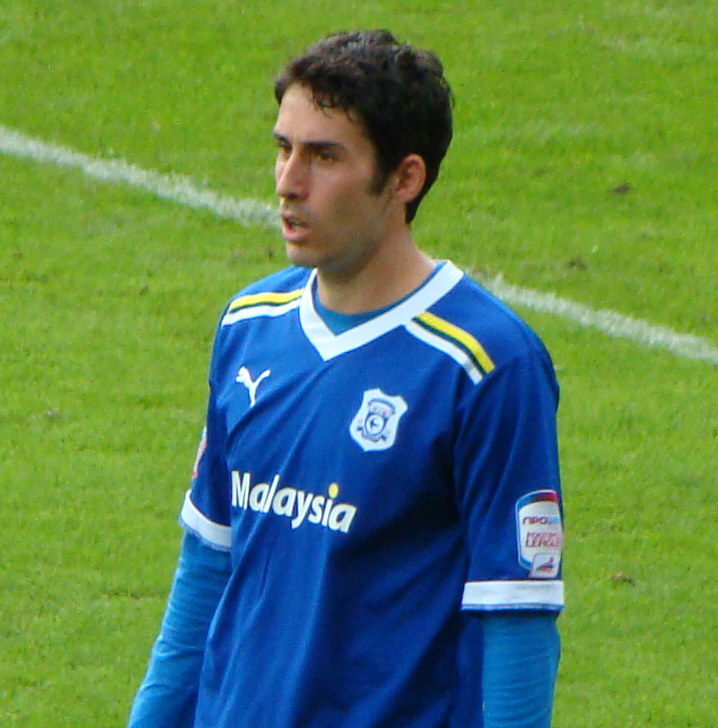
Peter Whittingham, meilleur buteur du club en 2011-2012 toutes compétitions confondues.

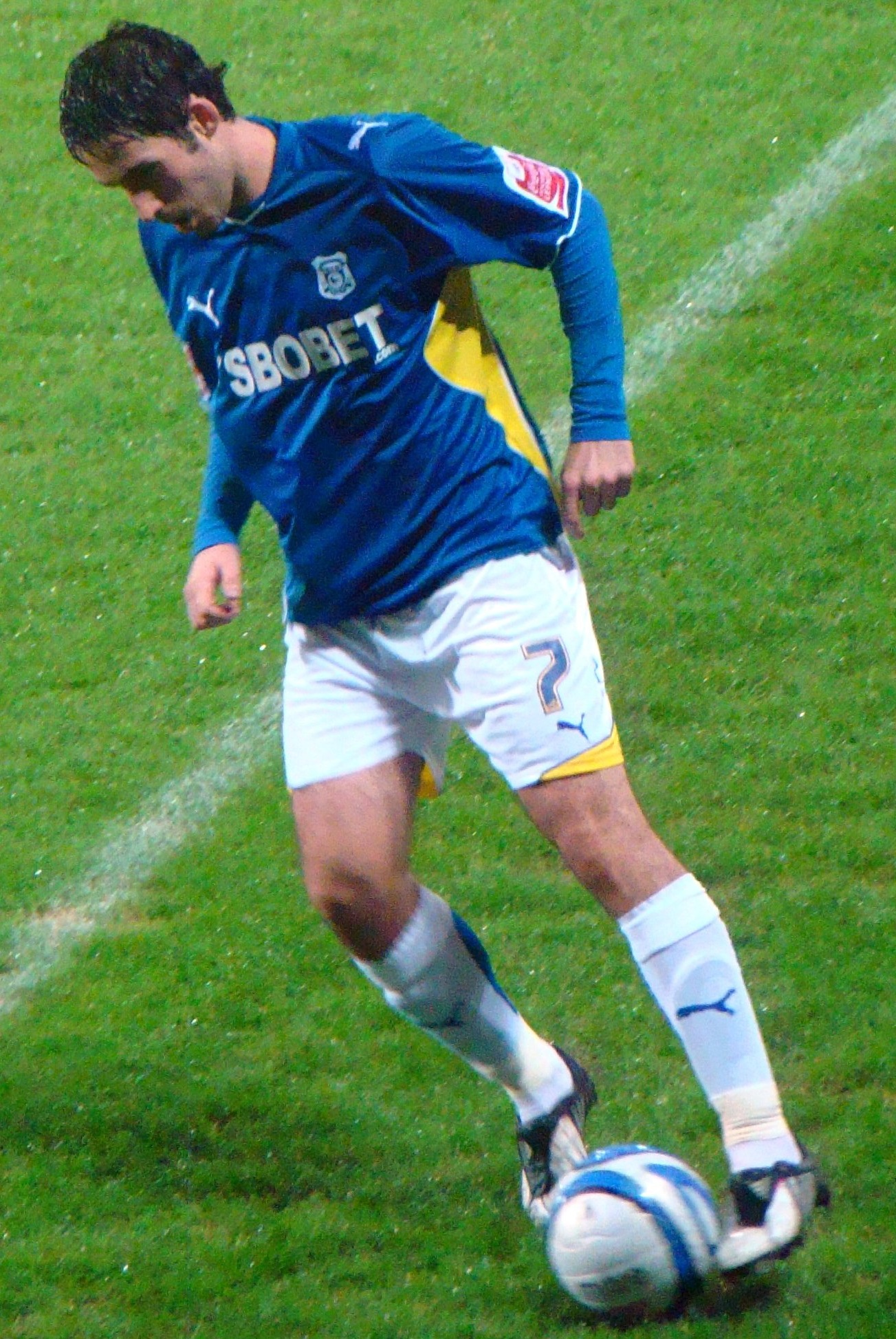
Peter Whittingham, meilleur passeur du club en 2011-2012 toutes compétitions confondues.

## Statistiques de la saison

### Statistiques individuelles
| No. | Nat.                      | Position  | Joueur              | Total M. | B. | Championship M. | B. | Coupe d'Angleterre M. | B. | Coupe de la Ligue M. | B. | Matchs amicaux M. | B. |
| --- | ------------------------- | --------- | ------------------- | -------- | -- | --------------- | -- | --------------------- | -- | -------------------- | -- | ----------------- | -- |
| 1   | Drapeau de l'Écosse       | Gardien   | David Marshall      | 51       | 0  | 47              | 0  | 0                     | 0  | 1                    | 0  | 3                 | 0  |
| 2   | Drapeau de l'Écosse       | Défenseur | Kevin McNaughton    | 52       | 0  | 42              | 0  | 0                     | 0  | 5                    | 0  | 5                 | 0  |
| 3   | Drapeau de l'Angleterre   | Défenseur | Andrew Taylor       | 57       | 2  | 44              | 1  | 0                     | 0  | 8                    | 0  | 5                 | 1  |
| 4   | Drapeau de la Tchéquie    | Milieu    | Filip Kiss          | 35       | 1  | 27              | 1  | 1                     | 0  | 5                    | 0  | 2                 | 0  |
| 5   | Drapeau de l'Angleterre   | Défenseur | Mark Hudson         | 49       | 5  | 41              | 5  | 0                     | 0  | 3                    | 0  | 5                 | 0  |
| 6   | Drapeau de l'Angleterre   | Défenseur | Anthony Gerrard     | 28       | 2  | 20              | 1  | 1                     | 0  | 4                    | 1  | 3                 | 0  |
| 7   | Drapeau de l'Angleterre   | Milieu    | Peter Whittingham   | 60       | 14 | 48              | 12 | 0                     | 0  | 7                    | 1  | 5                 | 1  |
| 8   | Drapeau de l'Écosse       | Milieu    | Don Cowie           | 57       | 7  | 45              | 4  | 0                     | 0  | 7                    | 3  | 5                 | 0  |
| 9   | Drapeau de l'Écosse       | Attaquant | Kenny Miller        | 52       | 11 | 45              | 10 | 0                     | 0  | 5                    | 1  | 2                 | 0  |
| 10  | Drapeau du pays de Galles | Attaquant | Robert Earnshaw     | 24       | 4  | 19              | 3  | 1                     | 1  | 1                    | 0  | 3                 | 0  |
| 11  | Drapeau de l'Écosse       | Milieu    | Craig Conway        | 40       | 5  | 31              | 3  | 1                     | 0  | 6                    | 2  | 2                 | 0  |
| 12  | Drapeau d’Israël          | Défenseur | Dekel Keinan        | 9        | 0  | 1               | 0  | 1                     | 0  | 2                    | 0  | 5                 | 0  |
| 13  | Drapeau de l'Irlande      | Milieu    | Liam Lawrence       | 15       | 1  | 15              | 1  | 0                     | 0  | 0                    | 0  | 0                 | 0  |
| 14  | Drapeau de l'Écosse       | Milieu    | Paul Quinn          | 5        | 0  | 1               | 0  | 1                     | 0  | 3                    | 0  | 0                 | 0  |
| 15  | Drapeau de la France      | Attaquant | Rudy Gestede        | 34       | 4  | 25              | 2  | 1                     | 0  | 5                    | 1  | 3                 | 1  |
| 16  | Drapeau de l'Angleterre   | Attaquant | Jon Parkin          | 6        | 1  | 0               | 0  | 0                     | 0  | 2                    | 1  | 4                 | 0  |
| 17  | Drapeau de l'Islande      | Milieu    | Aron Gunnarsson     | 54       | 5  | 44              | 5  | 0                     | 0  | 6                    | 0  | 4                 | 0  |
| 18  | Drapeau de l'Angleterre   | Défenseur | Lee Naylor          | 11       | 0  | 2               | 0  | 1                     | 0  | 3                    | 0  | 5                 | 0  |
| 19  | Drapeau de la Hongrie     | Défenseur | Gábor Gyepes        | 6        | 1  | 0               | 0  | 0                     | 0  | 2                    | 1  | 4                 | 0  |
| 19  | Drapeau de la Slovénie    | Milieu    | Haris Vučkić        | 5        | 1  | 5               | 1  | 0                     | 0  | 0                    | 0  | 0                 | 0  |
| 20  | Drapeau de l'Irlande      | Attaquant | Joe Mason           | 50       | 12 | 40              | 9  | 1                     | 1  | 4                    | 2  | 5                 | 0  |
| 21  | Drapeau du pays de Galles | Milieu    | Jonathan Meades     | 0        | 0  | 0               | 0  | 0                     | 0  | 0                    | 0  | 0                 | 0  |
| 22  | Drapeau de l'Angleterre   | Gardien   | Thomas Heaton       | 12       | 0  | 2               | 0  | 1                     | 0  | 7                    | 0  | 2                 | 0  |
| 23  | Drapeau du pays de Galles | Défenseur | Darcy Blake         | 29       | 0  | 22              | 0  | 1                     | 0  | 5                    | 0  | 1                 | 0  |
| 24  | Drapeau du Nigeria        | Défenseur | Solomon Taiwo       | 7        | 0  | 1               | 0  | 0                     | 0  | 1                    | 0  | 5                 | 0  |
| 25  | Drapeau de l'Angleterre   | Défenseur | Ben Turner          | 43       | 3  | 39              | 2  | 0                     | 0  | 4                    | 1  | 0                 | 0  |
| 27  | Drapeau de l'Angleterre   | Milieu    | Kadeem Harris       | 0        | 0  | 0               | 0  | 0                     | 0  | 0                    | 0  | 0                 | 0  |
| 28  | Drapeau du pays de Galles | Milieu    | Aaron Wildig        | 3        | 0  | 0               | 0  | 0                     | 0  | 0                    | 0  | 3                 | 0  |
| 29  | Drapeau de l'Angleterre   | Gardien   | Elliot Parish       | 0        | 0  | 0               | 0  | 0                     | 0  | 0                    | 0  | 0                 | 0  |
| 30  | Drapeau du Canada         | Gardien   | Jordan Santiago     | 2        | 0  | 0               | 0  | 0                     | 0  | 0                    | 0  | 2                 | 0  |
| 31  | Drapeau du pays de Galles | Défenseur | Alex Evans          | 5        | 0  | 0               | 0  | 0                     | 0  | 1                    | 0  | 4                 | 0  |
| 32  | Drapeau du pays de Galles | Milieu    | Ibrahim Farah       | 5        | 0  | 0               | 0  | 0                     | 0  | 1                    | 0  | 4                 | 0  |
| 33  | Drapeau du pays de Galles | Attaquant | Nathaniel Jarvis    | 4        | 1  | 0               | 0  | 0                     | 0  | 1                    | 1  | 3                 | 0  |
| 37  | Drapeau de l'Irlande      | Milieu    | Stephen McPhail     | 27       | 0  | 21              | 0  | 1                     | 0  | 5                    | 0  | 0                 | 0  |
| 40  | Drapeau du pays de Galles | Milieu    | Theo Wharton        | 1        | 0  | 0               | 0  | 1                     | 0  | 0                    | 0  | 0                 | 0  |
| 52  | Drapeau de l'Angleterre   | Milieu    | Joe Ralls           | 14       | 1  | 10              | 1  | 0                     | 0  | 4                    | 0  | 0                 | 0  |
| 69  | Drapeau de l'Angleterre   | Défenseur | Adedeji Oshilaja    | 0        | 0  | 0               | 0  | 0                     | 0  | 0                    | 0  | 0                 | 0  |
|     | Drapeau de l'Angleterre   | Attaquant | Craig Fagan (essai) | 2        | 0  | 0               | 0  | 0                     | 0  | 0                    | 0  | 2                 | 0  |

### Buteurs
| Rang | Nom                 | Buts |
| ---- | ------------------- | ---- |
| 1    | Peter Whittingham   | 12   |
| 2    | Kenny Miller        | 10   |
| 3    | Joe Mason           | 9    |
| 4    | Aron Gunnarsson     | 5    |
| 4    | Mark Hudson         | 5    |
| 6    | Don Cowie           | 4    |
| 7    | Craig Conway        | 3    |
| 7    | Robert Earnshaw     | 3    |
| 9    | Rudy Gestede        | 2    |
| 9    | Ben Turner          | 2    |
| 11   | Anthony Gerrard     | 1    |
| 11   | Filip Kiss          | 1    |
| 11   | Liam Lawrence       | 1    |
| 11   | Joe Ralls           | 1    |
| 11   | Andrew Taylor       | 1    |
| 11   | Haris Vučkić        | 1    |
| 17   | But contre son camp | 5    |

| Rang | Nom                 | Buts |
| ---- | ------------------- | ---- |
| 1    | Don Cowie           | 3    |
| 1    | Joe Mason           | 3    |
| 3    | Craig Conway        | 2    |
| 4    | Robert Earnshaw     | 1    |
| 4    | Anthony Gerrard     | 1    |
| 4    | Rudy Gestede        | 1    |
| 4    | Gábor Gyepes        | 1    |
| 4    | Nathaniel Jarvis    | 1    |
| 4    | Kenny Miller        | 1    |
| 4    | Jon Parkin          | 1    |
| 4    | Ben Turner          | 1    |
| 4    | Peter Whittingham   | 1    |
| 12   | But contre son camp | 1    |

| Rang | Nom                 | Buts |
| ---- | ------------------- | ---- |
| 1    | Peter Whittingham   | 13   |
| 2    | Joe Mason           | 12   |
| 3    | Kenny Miller        | 11   |
| 4    | Don Cowie           | 7    |
| 5    | Craig Conway        | 5    |
| 5    | Aron Gunnarsson     | 5    |
| 5    | Mark Hudson         | 5    |
| 8    | Robert Earnshaw     | 4    |
| 9    | Rudy Gestede        | 3    |
| 9    | Ben Turner          | 3    |
| 11   | Anthony Gerrard     | 2    |
| 12   | Gábor Gyepes        | 1    |
| 12   | Nathaniel Jarvis    | 1    |
| 12   | Filip Kiss          | 1    |
| 12   | Liam Lawrence       | 1    |
| 12   | Jon Parkin          | 1    |
| 12   | Joe Ralls           | 1    |
| 12   | Andrew Taylor       | 1    |
| 12   | Haris Vučkić        | 1    |
| 20   | But contre son camp | 6    |

### Passeurs
| Rang | Nom               | Buts |
| ---- | ----------------- | ---- |
| 1    | Peter Whittingham | 13   |
| 2    | Don Cowie         | 5    |
| 2    | Liam Lawrence     | 5    |
| 2    | Kenny Miller      | 5    |
| 2    | Andrew Taylor     | 5    |
| 5    | Craig Conway      | 4    |
| 7    | Aron Gunnarsson   | 3    |
| 7    | Mark Hudson       | 3    |
| 7    | Kevin McNaughton  | 3    |
| 7    | Joe Mason         | 3    |
| 7    | Ben Turner        | 3    |
| 12   | Rudy Gestede      | 1    |
| 12   | Filip Kiss        | 1    |
| 12   | Haris Vučkić      | 1    |

| Rang | Nom             | Buts |
| ---- | --------------- | ---- |
| 1    | Craig Conway    | 3    |
| 2    | Don Cowie       | 2    |
| 2    | Aron Gunnarsson | 2    |
| 2    | Kenny Miller    | 2    |
| 5    | Darcy Blake     | 1    |
| 5    | Robert Earnshaw | 1    |
| 5    | Thomas Heaton   | 1    |
| 5    | Filip Kiss      | 1    |
| 5    | Jon Parkin      | 1    |
| 5    | Paul Quinn      | 1    |
| 5    | Ben Turner      | 1    |

| Rang | Nom               | Buts |
| ---- | ----------------- | ---- |
| 1    | Peter Whittingham | 13   |
| 2    | Craig Conway      | 7    |
| 2    | Don Cowie         | 7    |
| 2    | Kenny Miller      | 7    |
| 5    | Aron Gunnarsson   | 5    |
| 5    | Liam Lawrence     | 5    |
| 5    | Andrew Taylor     | 5    |
| 7    | Ben Turner        | 4    |
| 9    | Mark Hudson       | 3    |
| 9    | Kevin McNaughton  | 3    |
| 9    | Joe Mason         | 3    |
| 12   | Filip Kiss        | 2    |
| 13   | Darcy Blake       | 1    |
| 13   | Robert Earnshaw   | 1    |
| 13   | Rudy Gestede      | 1    |
| 13   | Thomas Heaton     | 1    |
| 13   | Jon Parkin        | 1    |
| 13   | Paul Quinn        | 1    |
| 13   | Haris Vučkić      | 1    |